# Poilu au repos
Le Poilu au repos, également appelé Poilu Sentinelle et parfois Sentinelle au repos, est une statue d'Étienne Camus. Destinée aux monuments aux morts des communes françaises après la Première Guerre mondiale et éditée en série, elle est présente sur plusieurs centaines de monuments,.

## Description
La statue représente un poilu, surnom donné aux soldats français de la Première Guerre mondiale. Vêtu de son uniforme : casque, manteau, pantalon et bandes molletières, il arbore une décoration à son revers. Il se tient debout, les mains appuyées sur le canon de son fusil, dont la crosse repose à terre, orientée parallèlement à ses pieds. Son pied gauche est légèrement avancé et sa main gauche repose sur sa main droite. Portant une moustache, il regarde droit devant lui.
La sculpture est généralement réalisée en fonte, éventuellement peinte. Elle mesure environ 1,6 m de haut, pour un poids d'environ 200 kg.

## Historique
Après la Première Guerre mondiale, les pertes massives déterminent les communes françaises à rendre hommage à leurs morts. Aidées par des subventions de l'État, la quasi-totalité des communes optent pour l'érection d'un monument aux morts et on estime qu'environ 36 000 monuments sont ainsi édifiés sur le territoire français entre 1920 et 1925. Malgré les aides, les conditions financières de nombreuses communes (souvent rurales et en pleine reconstruction d'après-guerre) conduisent les fonderies à éditer des catalogues proposant des éléments de série.
La sculpture d'Étienne Camus est l'une des œuvres ayant eu le plus de succès : elle est présente dans plusieurs centaines de communes. Trois fonderies en assurent l'édition : la fonderie Hector Jacomet à Villedieu dans le Vaucluse, la fonderie de Tusey à Vaucouleurs dans la Meuse et les établissements Edmond Guichard à Castelnaudary dans l'Aude.

Vues de la statue.
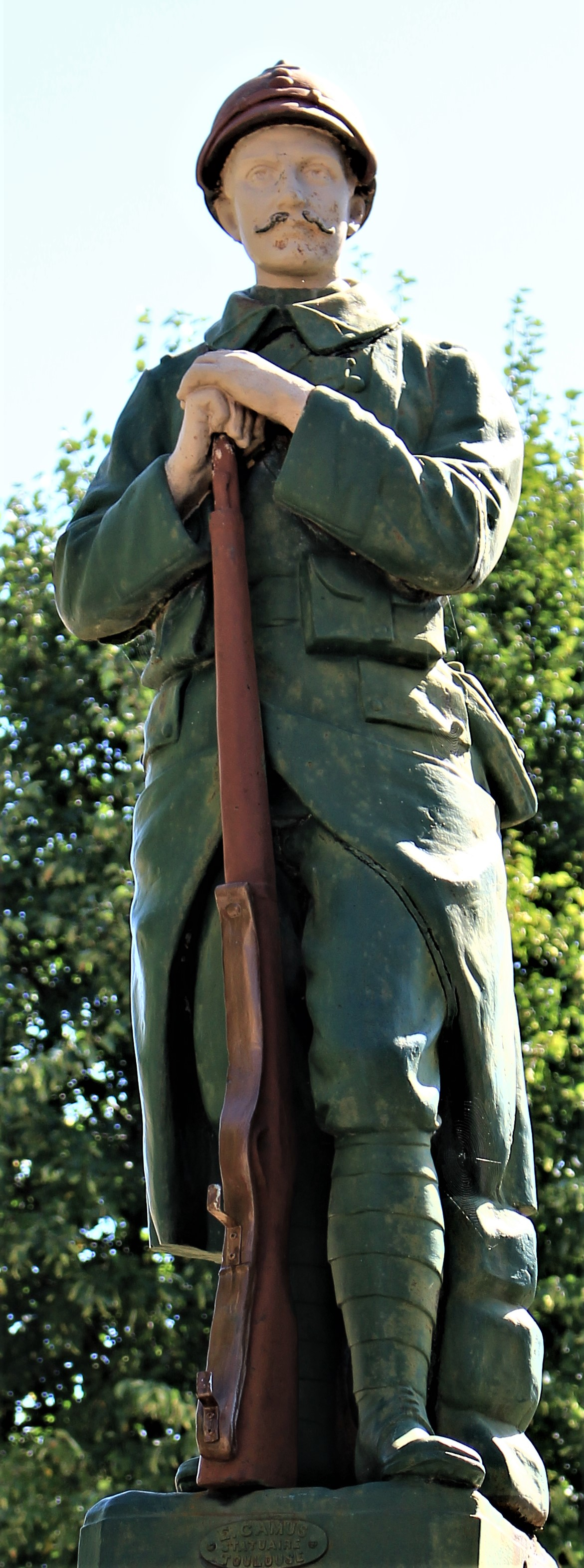
Vue de face.
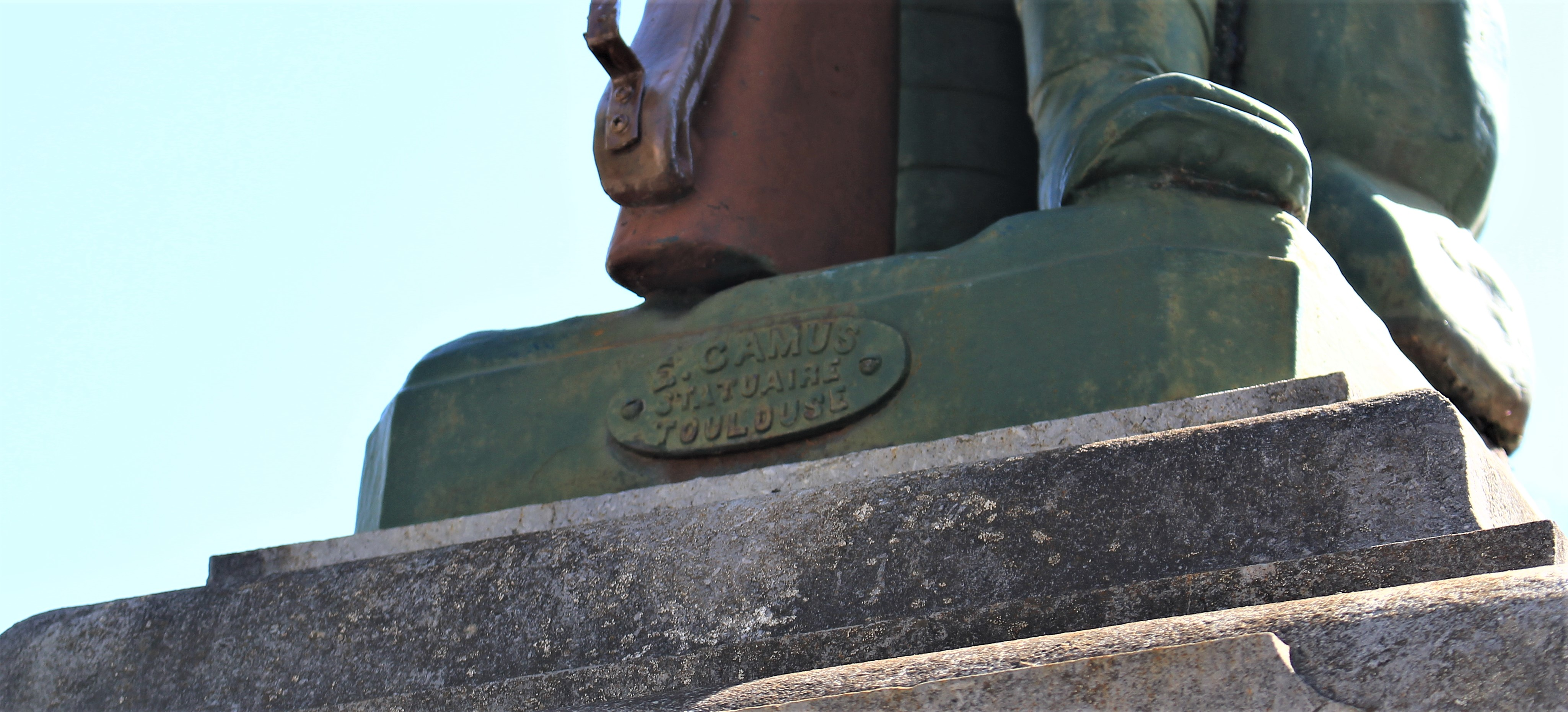
La signature.
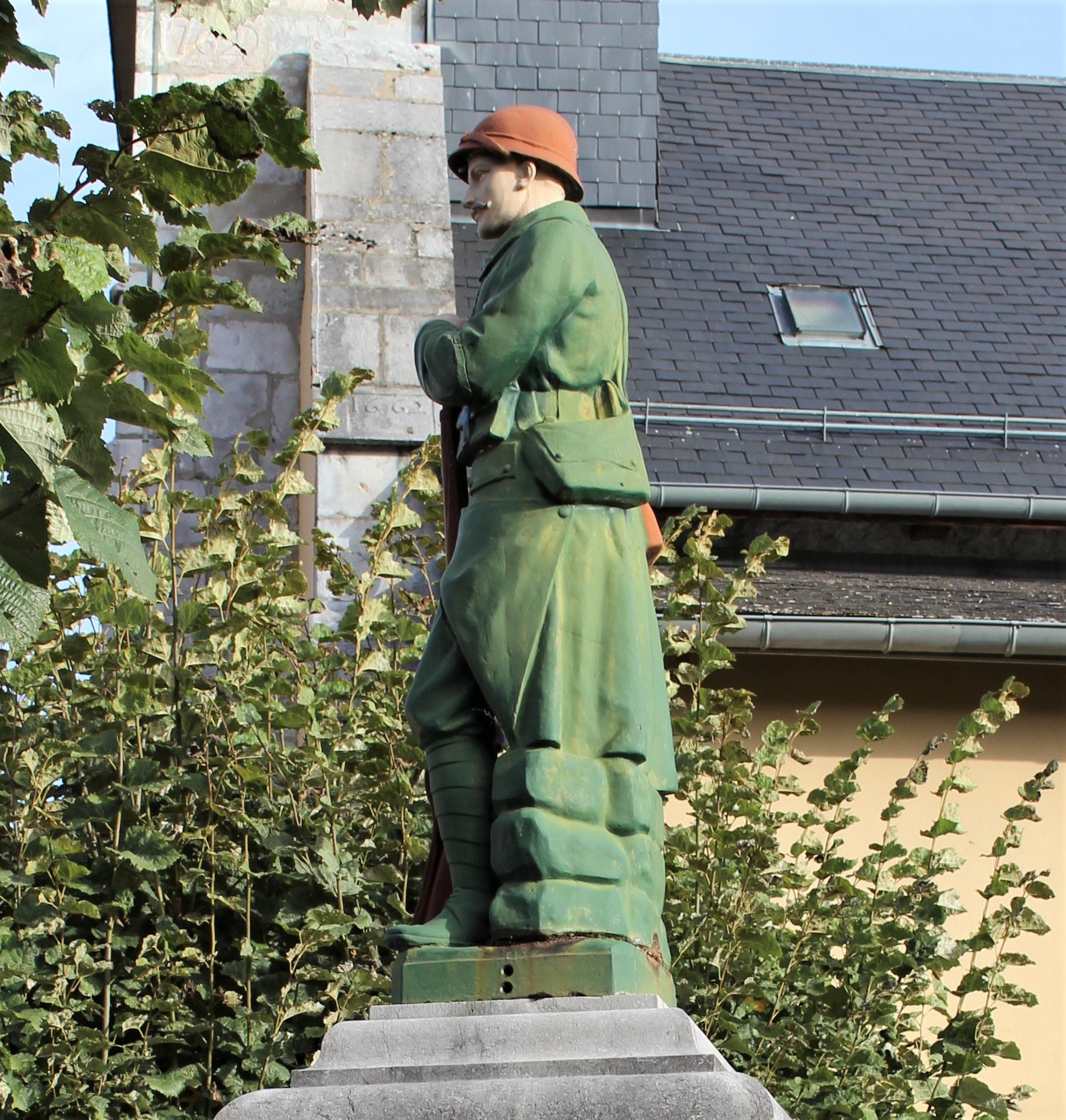
Vue de côté.

## Liste de monuments aux morts constitués de cette statue en France
Les monuments sont classés par ordre alphabétique de région. Au sein de celles-ci, par ordre alphabétique de départements et, au sein de ceux-ci, par ordre alphabétique de communes, ou anciennes communes.

### Auvergne-Rhône-Alpes

#### Ain
| Œuvre              | Auteur | Commune                | Localisation                                                    | Notes | Installation | Coordonnées                      | Illustration                                 |
| ------------------ | ------ | ---------------------- | --------------------------------------------------------------- | ----- | ------------ | -------------------------------- | -------------------------------------------- |
| Monument aux morts |        | Beaupont               | Rue des Anciens-Combattants, en face de l'église saint Antoine  |       | 1921         | 46° 24′ 40″ nord, 5° 15′ 52″ est | Monument aux morts de Beaupont               |
| Monument aux morts |        | Corlier                | Rue principale (RD 12), en face de la mairie                    |       | À déterminer | 46° 01′ 49″ nord, 5° 29′ 54″ est | Monument aux morts de Corlier                |
| Monument aux morts |        | Farges                 | Au bord de la rue de la République (RD 984), à côté de l'église |       | À déterminer | à géolocaliser                   | Monument aux morts                           |
| Monument aux morts |        | Plagne                 | À déterminer                                                    |       | À déterminer | à géolocaliser                   | Monument aux morts                           |
| Monument aux morts |        | Saint-Didier-d'Aussiat | À côté de l'église Saint-Didier                                 |       | 1921         | 46° 18′ 24″ nord, 5° 03′ 38″ est | Monument aux morts de Saint-Didier-d'Aussiat |

#### Allier
| Œuvre              | Auteur | Commune          | Localisation                                                                                        | Notes | Installation | Coordonnées                      | Illustration                          |
| ------------------ | ------ | ---------------- | --------------------------------------------------------------------------------------------------- | ----- | ------------ | -------------------------------- | ------------------------------------- |
| Monument aux morts |        | Abrest           | Sur le rond-point de la place Jean-Moulin et de l'impasse du Château                                |       | 1921         | 46° 05′ 56″ nord, 3° 26′ 37″ est | Monument aux morts d'Abrest           |
| Monument aux morts |        | Ainay-le-Château | Au bord de la rue des Fossés (RD 550), près de la mairie                                            |       | À déterminer | 46° 42′ 36″ nord, 2° 41′ 28″ est | Monument aux morts d'Ainay-le-Château |
| Monument aux morts |        | Arronnes         | Rue du Sichon, à côté de l'église Saint-Léger                                                       |       | 1926         | 46° 03′ 33″ nord, 3° 34′ 07″ est | Monument aux morts d'Arronnes         |
| Monument aux morts |        | Deux-Chaises     | Rue Jean-Charles-Varennes, à côté de l'église Saint-Denis                                           |       | À déterminer | 46° 22′ 48″ nord, 3° 02′ 22″ est | Monument aux morts de Deux-Chaises    |
| Monument aux morts |        | La Guillermie    | Intersection de la RD 422 et de la RD 122, en face de l'église Saint-Joseph                         |       | À déterminer | 45° 59′ 01″ nord, 3° 38′ 21″ est | Monument aux morts de La Guillermie   |
| Monument aux morts |        | Le Montet        | Sur la place du Général-Hoche, devant l'église Saint-Gervais-et-Saint-Protais                       |       | À déterminer | 46° 24′ 33″ nord, 3° 03′ 26″ est | Monument aux morts du Montet          |
| Monument aux morts |        | Montvicq         | Sur la place de l'Église, devant l'église Saint-Prejet                                              |       | 1921         | 46° 19′ 12″ nord, 2° 49′ 20″ est | Monument aux morts de Montvicq        |
| Monument aux morts |        | Nizerolles       | Sur la place de l'Église, au bord de la RD 121, à côté de l'église Saint-Blaise-et-Saint-Barthélémy |       | À déterminer | 46° 05′ 53″ nord, 3° 38′ 16″ est | Image manquante                       |
| Monument aux morts |        | Saint-Léon       | À déterminer                                                                                        |       | À déterminer | à géolocaliser                   | Image manquante                       |
| Monument aux morts |        | Saint-Sornin     | À déterminer                                                                                        |       | À déterminer | à géolocaliser                   | Image manquante                       |
| Monument aux morts |        | Urçay            | Au bord de la route nationale (RN 2144), en face de la poste                                        |       | 1921         | 46° 37′ 28″ nord, 2° 35′ 22″ est | Image manquante                       |

#### Ardèche
| Œuvre              | Auteur | Commune                 | Localisation                                                                                              | Notes | Installation | Coordonnées                      | Illustration                      |
| ------------------ | ------ | ----------------------- | --- | ----- | ------------ | -------------------------------- | --------------------------------- |
| Monument aux morts |        | Labastide-sur-Bésorgues | À déterminer                                                                                              |       | À déterminer | à géolocaliser                   | Image manquante                   |
| Monument aux morts |        | Lablachère              | Place de la République, devant l'ancienne mairie                                                          |       | 1922         | 44° 27′ 48″ nord, 4° 12′ 51″ est | Monument aux morts de Lablachère  |
| Monument aux morts |        | Largentière             | Intersection de la rue des Écoles et de la rue Camille-Vielfaure, devant l'église Notre-Dame-des-Pommiers |       | À déterminer | 44° 32′ 30″ nord, 4° 17′ 27″ est | Monument aux morts de Largentière |
| Monument aux morts |        | Saint-Victor            | À déterminer                                                                                              |       | À déterminer | à géolocaliser                   | Monument aux morts                |

#### Cantal
| Œuvre              | Auteur | Commune       | Localisation         | Notes | Installation | Coordonnées    | Illustration       |
| ------------------ | ------ | ------------- | -------------------- | ----- | ------------ | -------------- | ------------------ |
| Monument aux morts |        | Le Claux      | À déterminer         |       | À déterminer | à géolocaliser | Image manquante    |
| Monument aux morts |        | Menet         | Au bord de la RD 205 |       | À déterminer | à géolocaliser | Image manquante    |
| Monument aux morts |        | Saint-Clément | À déterminer         |       | À déterminer | à géolocaliser | Monument aux morts |

#### Drôme
| Œuvre              | Auteur | Commune                 | Localisation                                                               | Notes          | Installation | Coordonnées    | Illustration                                                                             |
| ------------------ | ------ | ----------------------- | -------------------------------------------------------------------------- | -------------- | ------------ | -------------- | ---------------------------------------------------------------------------------------- |
| Monument aux morts |        | Clérieux                | À déterminer                                                               |                | À déterminer | à géolocaliser | Image manquante                                                                          |
| Monument aux morts |        | La Chapelle-en-Vercors  | À déterminer                                                               |                | À déterminer | à géolocaliser | Monument aux morts                                                                       |
| Monument aux morts |        | Les Pilles              | Intersection de la route de la Casse (RD 94) et de la RD 94B               | Érigé en 1927. | 2019         | à géolocaliser | Monument aux morts                                                                       |
| Monument aux morts |        | Manthes                 | Dans le cimetière                                                          |                | À déterminer | à géolocaliser | Image manquante                                                                          |
| Monument aux morts |        | Menglon                 | À déterminer                                                               |                | À déterminer | à géolocaliser | Image manquante                                                                          |
| Monument aux morts |        | Peyrins                 | Devant la mairie                                                           |                | À déterminer | à géolocaliser | Monument aux morts« Monument aux morts de 1914-1918 à Peyrins », sur À nos grands hommes |
| Monument aux morts |        | Puy-Saint-Martin        | Sur le rond-point de la rue du 11-Novembre-1918 et de la rue du 8-Mai-1945 |                | À déterminer | à géolocaliser | Image manquante                                                                          |
| Monument aux morts |        | Saint-Laurent-en-Royans | À déterminer                                                               |                | À déterminer | à géolocaliser | Image manquante                                                                          |
| Monument aux morts |        | Saint-Sauveur-Gouvernet | Au bord de la RD 510                                                       |                | À déterminer | à géolocaliser | Image manquante                                                                          |

#### Haute-Loire
| Œuvre              | Auteur | Commune                | Localisation       | Notes                                                                 | Installation | Coordonnées    | Illustration                                                                               |
| ------------------ | ------ | ---------------------- | ------------------ | --------------------------------------------------------------------- | ------------ | -------------- | ------------------------------------------------------------------------------------------ |
| Monument aux morts |        | Bonneval               | À déterminer       |                                                                       | À déterminer | à géolocaliser | Image manquante                                                                            |
| Monument aux morts |        | Cistrières             | À déterminer       |                                                                       | 1922         | à géolocaliser | Image manquante                                                                            |
| Monument aux morts |        | Connangles             | À côté de l'église |                                                                       | 1923         | à géolocaliser | Image manquante                                                                            |
| Monument aux morts |        | La Chapelle-Geneste    | À déterminer       |                                                                       | 1925         | à géolocaliser | Monument aux morts                                                                         |
| Monument aux morts |        | Le Mas-de-Tence        | À déterminer       |                                                                       | 1923         | à géolocaliser | Image manquante                                                                            |
| Monument aux morts |        | Malvières              | À déterminer       |                                                                       | 1924         | à géolocaliser | Monument aux morts                                                                         |
| Monument aux morts |        | Monistrol-sur-Loire    | Dans le cimetière  | Érigé en 1921 à une cinquantaine de mètres de son emplacement actuel. | 2013         | à géolocaliser | Image manquante                                                                            |
| Monument aux morts |        | Monlet                 | À déterminer       |                                                                       | 1921         | à géolocaliser | Image manquante                                                                            |
| Monument aux morts |        | Pradelles              | À déterminer       |                                                                       | 1921         | à géolocaliser | Monument aux morts« Monument aux morts de 1914-1918 à Pradelles », sur À nos grands hommes |
| Monument aux morts |        | Saint-Georges-Lagricol | À déterminer       |                                                                       | 1922         | à géolocaliser | Monument aux morts                                                                         |
| Monument aux morts |        | Saint-Pal-de-Senouire  | À déterminer       |                                                                       | À déterminer | à géolocaliser | Image manquante                                                                            |
| Monument aux morts |        | Sembadel               | À déterminer       |                                                                       | À déterminer | à géolocaliser | Monument aux morts                                                                         |
| Monument aux morts |        | Tiranges               | À déterminer       |                                                                       | 1923         | à géolocaliser | Image manquante                                                                            |

#### Haute-Savoie
| Œuvre              | Auteur | Commune           | Localisation                    | Notes | Installation | Coordonnées    | Illustration       |
| ------------------ | ------ | ----------------- | ------------------------------- | ----- | ------------ | -------------- | ------------------ |
| Monument aux morts |        | Abondance         | À déterminer                    |       | 1921         | à géolocaliser | Monument aux morts |
| Monument aux morts |        | Arâches-la-Frasse | À déterminer                    |       | 1921         | à géolocaliser | Monument aux morts |
| Monument aux morts |        | Domancy           | À déterminer                    |       | 1922         | à géolocaliser | Monument aux morts |
| Monument aux morts |        | Féternes          | Sur la place du 20-Février-1944 |       | 1922         | à géolocaliser | Monument aux morts |
| Monument aux morts |        | Marin             | À déterminer                    |       | À déterminer | à géolocaliser | Monument aux morts |
| Monument aux morts |        | Mégevette         | À déterminer                    |       | 1923         | à géolocaliser | Image manquante    |
| Monument aux morts |        | Mont-Saxonnex     | À déterminer                    |       | 1921         | à géolocaliser | Monument aux morts |
| Monument aux morts |        | Vulbens           | À déterminer                    |       | 1922         | à géolocaliser | Monument aux morts |

#### Isère
| Œuvre              | Auteur | Commune                    | Localisation                                                       | Notes                | Installation | Coordonnées    | Illustration                                                                                             |
| ------------------ | ------ | -------------------------- | ------------------------------------------------------------------ | -------------------- | ------------ | -------------- | --- |
| Monument aux morts |        | Arandon                    | À déterminer                                                       |                      | À déterminer | à géolocaliser | Monument aux morts                                                                                       |
| Monument aux morts |        | Bizonnes                   | À déterminer                                                       |                      | À déterminer | à géolocaliser | Monument aux morts                                                                                       |
| Monument aux morts |        | Châteauvilain              | Devant la mairie                                                   |                      | À déterminer | à géolocaliser | Monument aux morts                                                                                       |
| Monument aux morts |        | Eclose                     | À déterminer                                                       |                      | À déterminer | à géolocaliser | Image manquante                                                                                          |
| Monument aux morts |        | Entraigues                 | À déterminer                                                       |                      | À déterminer | à géolocaliser | Image manquante                                                                                          |
| Monument aux morts |        | Izeron                     | À déterminer                                                       |                      | 1921         | à géolocaliser | Image manquante                                                                                          |
| Monument aux morts |        | Jarrie                     | À déterminer                                                       |                      | À déterminer | à géolocaliser | Image manquante                                                                                          |
| Monument aux morts |        | La Chapelle-de-Surieu      | À déterminer                                                       | Érigé[Où ?] en 1921. | 2011         | à géolocaliser | Image manquante                                                                                          |
| Monument aux morts |        | La Combe-de-Lancey         | Devant la mairie                                                   |                      | 1921         | à géolocaliser | Monument aux morts                                                                                       |
| Monument aux morts |        | Lalley                     | À déterminer                                                       |                      | À déterminer | à géolocaliser | Image manquante                                                                                          |
| Monument aux morts |        | Lans-en-Vercors            | À déterminer                                                       |                      | À déterminer | à géolocaliser | Monument aux morts                                                                                       |
| Monument aux morts |        | Le Pont-de-Claix           | À déterminer                                                       |                      | À déterminer | à géolocaliser | Monument aux morts                                                                                       |
| Monument aux morts |        | Le Touvet                  | À déterminer                                                       |                      | À déterminer | à géolocaliser | Monument aux morts                                                                                       |
| Monument aux morts |        | Les Éparres                | À déterminer                                                       |                      | 1922         | à géolocaliser | Image manquante                                                                                          |
| Monument aux morts |        | Marcollin                  | À déterminer                                                       |                      | À déterminer | à géolocaliser | Image manquante                                                                                          |
| Monument aux morts |        | Pajay                      | À déterminer                                                       |                      | À déterminer | à géolocaliser | Image manquante                                                                                          |
| Monument aux morts |        | Saint-Agnin-sur-Bion       | Sur la place du 8-Mai-1945                                         |                      | À déterminer | à géolocaliser | Image manquante                                                                                          |
| Monument aux morts |        | Saint-Alban-de-Roche       | À l'intersection de la route des Combes et de la rue du 8-Mai-1945 |                      | À déterminer | à géolocaliser | Monument aux morts                                                                                       |
| Monument aux morts |        | Saint-Clair-du-Rhône       | À déterminer                                                       |                      | À déterminer | à géolocaliser | Image manquante                                                                                          |
| Monument aux morts |        | Saint-Laurent-en-Beaumont  | À déterminer                                                       |                      | À déterminer | à géolocaliser | Image manquante                                                                                          |
| Monument aux morts |        | Saint-Martin-d'Hères       | Devant l'église Saint-Martin                                       |                      | À déterminer | à géolocaliser | Monument aux morts                                                                                       |
| Monument aux morts |        | Saint-Pierre-d'Entremont   | À déterminer                                                       |                      | À déterminer | à géolocaliser | Monument aux morts                                                                                       |
| Monument aux morts |        | Saint-Pierre-de-Bressieux  | Devant l'église                                                    |                      | 1922         | à géolocaliser | Image manquante                                                                                          |
| Monument aux morts |        | Saint-Quentin-sur-Isère    | À déterminer                                                       |                      | À déterminer | à géolocaliser | Monument aux morts« Monument aux morts de 1914-1918 à Saint-Quentin-sur-Isère », sur À nos grands hommes |
| Monument aux morts |        | Saint-Romans               | À déterminer                                                       |                      | 1922         | à géolocaliser | Image manquante                                                                                          |
| Monument aux morts |        | Saint-Sulpice-des-Rivoires | À déterminer                                                       |                      | À déterminer | à géolocaliser | Monument aux morts                                                                                       |
| Monument aux morts |        | Varacieux                  | À déterminer                                                       | Érigé[Où ?] en 1921. | 2014         | à géolocaliser | Image manquante                                                                                          |
| Monument aux morts |        | Veyssilieu                 | Route de Moras, près de l'église                                   |                      | 1925         | à géolocaliser | Monument aux morts                                                                                       |

#### Loire
| Œuvre              | Auteur | Commune                 | Localisation                                                   | Notes | Installation | Coordonnées    | Illustration                                                                                |
| ------------------ | ------ | ----------------------- | -------------------------------------------------------------- | ----- | ------------ | -------------- | ------------------------------------------------------------------------------------------- |
| Monument aux morts |        | Arcon                   | À déterminer                                                   |       | 1922         | à géolocaliser | Monument aux morts                                                                          |
| Monument aux morts |        | Cervières               | À déterminer                                                   |       | À déterminer | à géolocaliser | Image manquante                                                                             |
| Monument aux morts |        | Coutouvre               | À déterminer                                                   |       | 1922         | à géolocaliser | Monument aux morts                                                                          |
| Monument aux morts |        | Essertines-en-Donzy     | À déterminer                                                   |       | 1923         | à géolocaliser | Image manquante                                                                             |
| Monument aux morts |        | Juré                    | À déterminer                                                   |       | 1932         | à géolocaliser | Monument aux morts                                                                          |
| Monument aux morts |        | Magneux-Haute-Rive      | À déterminer                                                   |       | À déterminer | à géolocaliser | Monument aux morts                                                                          |
| Monument aux morts |        | Malleval                | À déterminer                                                   |       | À déterminer | à géolocaliser | Image manquante                                                                             |
| Monument aux morts |        | Mars                    | À déterminer                                                   |       | 1922         | à géolocaliser | Monument aux morts                                                                          |
| Monument aux morts |        | Rozier-en-Donzy         | À déterminer                                                   |       | 1923         | à géolocaliser | Image manquante                                                                             |
| Monument aux morts |        | Saint-Barthélemy-Lestra | Sur la place des Godelons, à côté de l'église Saint-Barthélemy |       | 1922         | à géolocaliser | Monument aux morts                                                                          |
| Monument aux morts |        | Soleymieux              | À côté de l'église                                             |       | 1927         | à géolocaliser | Monument aux morts« Monument aux morts de 1914-1918 à Soleymieux », sur À nos grands hommes |
| Monument aux morts |        | Trelins                 | À déterminer                                                   |       | 1922         | à géolocaliser | Monument aux morts                                                                          |

#### Puy-de-Dôme
| Œuvre              | Auteur | Commune                    | Localisation                                     | Notes | Installation | Coordonnées    | Illustration       |
| ------------------ | ------ | -------------------------- | ------------------------------------------------ | ----- | ------------ | -------------- | ------------------ |
| Monument aux morts |        | Chabreloche                | Intersection de la rue du Stade et de la RD 2089 |       | À déterminer | à géolocaliser | Image manquante    |
| Monument aux morts |        | Chanat-la-Mouteyre         | À déterminer                                     |       | À déterminer | à géolocaliser | Image manquante    |
| Monument aux morts |        | Chas                       | À déterminer                                     |       | À déterminer | à géolocaliser | Image manquante    |
| Monument aux morts |        | Dore-l'Église              | À déterminer                                     |       | À déterminer | à géolocaliser | Monument aux morts |
| Monument aux morts |        | Espinchal                  | À déterminer                                     |       | À déterminer | à géolocaliser | Monument aux morts |
| Monument aux morts |        | Fayet-Ronaye               | À déterminer                                     |       | À déterminer | à géolocaliser | Image manquante    |
| Monument aux morts |        | Fournols                   | À déterminer                                     |       | À déterminer | à géolocaliser | Monument aux morts |
| Monument aux morts |        | Jumeaux                    | Sur la place de la Virade, devant la mairie      |       | À déterminer | à géolocaliser | Image manquante    |
| Monument aux morts |        | Lachaux                    | À déterminer                                     |       | À déterminer | à géolocaliser | Image manquante    |
| Monument aux morts |        | Mayres                     | Sur la place de l'Église                         |       | 1922         | à géolocaliser | Image manquante    |
| Monument aux morts |        | Medeyrolles                | À déterminer                                     |       | À déterminer | à géolocaliser | Monument aux morts |
| Monument aux morts |        | Palladuc                   | À déterminer                                     |       | À déterminer | à géolocaliser | Image manquante    |
| Monument aux morts |        | Saint-Ferréol-des-Côtes    | À déterminer                                     |       | 1921         | à géolocaliser | Image manquante    |
| Monument aux morts |        | Saint-Gervais-sous-Meymont | À déterminer                                     |       | À déterminer | à géolocaliser | Monument aux morts |

#### Rhône
| Œuvre              | Auteur | Commune              | Localisation                                                           | Notes | Installation | Coordonnées    | Illustration       |
| ------------------ | ------ | -------------------- | ---------------------------------------------------------------------- | ----- | ------------ | -------------- | ------------------ |
| Monument aux morts |        | Ancy                 | À déterminer                                                           |       | 1921         | à géolocaliser | Image manquante    |
| Monument aux morts |        | Haute-Rivoire        | Derrière la mairie                                                     |       | 1921         | à géolocaliser | Image manquante    |
| Monument aux morts |        | Joux                 | Rue des Fossés-Vieux                                                   |       | À déterminer | à géolocaliser | Monument aux morts |
| Monument aux morts |        | Pont-Trambouze       | Sur la place Michalot                                                  |       | 1921         | à géolocaliser | Monument aux morts |
| Monument aux morts |        | Poule-les-Écharmeaux | En face de l'église, à côté de la mairie et de la caserne des pompiers |       | 1921         | à géolocaliser | Image manquante    |
| Monument aux morts |        | Yzeron               | À déterminer                                                           |       | À déterminer | à géolocaliser | Image manquante    |

#### Savoie
| Œuvre              | Auteur | Commune                  | Localisation      | Notes | Installation | Coordonnées    | Illustration       |
| ------------------ | ------ | ------------------------ | ----------------- | ----- | ------------ | -------------- | ------------------ |
| Monument aux morts |        | Avressieux               | À déterminer      |       | À déterminer | à géolocaliser | Image manquante    |
| Monument aux morts |        | Chamoux-sur-Gelon        | À déterminer      |       | 1921         | à géolocaliser | Image manquante    |
| Monument aux morts |        | Novalaise                | À déterminer      |       | 1921         | à géolocaliser | Image manquante    |
| Monument aux morts |        | Saint-Avre               | À déterminer      |       | À déterminer | à géolocaliser | Monument aux morts |
| Monument aux morts |        | Saint-Pierre-d'Entremont | Dans le cimetière |       | À déterminer | à géolocaliser | Image manquante    |
| Monument aux morts |        | Saint-Pierre-de-Genebroz | À déterminer      |       | À déterminer | à géolocaliser | Image manquante    |
| Monument aux morts |        | La Table                 | À déterminer      |       | À déterminer | à géolocaliser | Image manquante    |
| Monument aux morts |        | Villard-sur-Doron        | À déterminer      |       | À déterminer | à géolocaliser | Monument aux morts |

### Bourgogne-Franche-Comté

#### Côte-d'Or
| Œuvre              | Auteur | Commune               | Localisation                                                                               | Notes | Installation | Coordonnées                      | Illustration                            |
| ------------------ | ------ | --------------------- | ------------------------------------------------------------------------------------------ | ----- | ------------ | -------------------------------- | --------------------------------------- |
| Monument aux morts |        | Bellenot-sous-Pouilly | Au bord du rond point, à l'intersection de la grande rue du pâtis et du chemin de la barre |       | À déterminer | 47° 16′ 54″ nord, 4° 32′ 45″ est | Image manquante                         |
| Monument aux morts |        | Fleurey-sur-Ouche     | Au bord de la rue du château (RD 104), près du pont sur le canal de Bourgogne              |       | 1921         | 47° 18′ 50″ nord, 4° 51′ 34″ est | Monument aux morts de Fleurey-sur-Ouche |
| Monument aux morts |        | Moloy                 | Intersection de la grand rue et de la rue de l'abergement                                  |       | 1922         | à géolocaliser                   | Monument aux morts                      |

#### Doubs
| Œuvre              | Auteur                              | Commune       | Localisation                                          | Notes                | Installation | Coordonnées                      | Illustration                 |
| ------------------ | ----------------------------------- | ------------- | ----------------------------------------------------- | -------------------- | ------------ | -------------------------------- | ---------------------------- |
| Monument aux morts | En collaboration avec Jules Guillin | Éternoz       | Dans le cimetière, rue de l'Église                    |                      | À déterminer | 47° 00′ 27″ nord, 6° 01′ 47″ est | Monument aux morts d'Éternoz |
| Monument aux morts |                                     | Guyans-Durnes | À côté de l'église                                    |                      | À déterminer | à géolocaliser                   | Image manquante              |
| Monument aux morts |                                     | Laissey       | Près du rond-point de la grande rue                   | Érigé[Où ?] en 1925. | 1955         | à géolocaliser                   | Image manquante              |
| Monument aux morts |                                     | Mancenans     | Intersection de la rue principale et de la grande rue |                      | À déterminer | à géolocaliser                   | Image manquante              |

#### Haute-Saône
| Œuvre               | Auteur | Commune                        | Localisation                                                                | Notes | Installation | Coordonnées    | Illustration       |
| ------------------- | ------ | ------------------------------ | --------------------------------------------------------------------------- | ----- | ------------ | -------------- | ------------------ |
| Monument aux morts, |        | Conflans-sur-Lanterne          | Sur la place du Souvenir, entre la rue Victor-Hugo et la rue de l'Industrie |       | À déterminer | à géolocaliser | Image manquante    |
| Monument aux morts  |        | Confracourt                    | À déterminer                                                                |       | À déterminer | à géolocaliser | Image manquante    |
| Monument aux morts  |        | Froideconche                   | À déterminer                                                                |       | À déterminer | à géolocaliser | Monument aux morts |
| Monument aux morts  |        | Ternuay-Melay-et-Saint-Hilaire | Rue de l'Ognon                                                              |       | À déterminer | à géolocaliser | Monument aux morts |

#### Jura
| Œuvre              | Auteur | Commune              | Localisation                                                        | Notes | Installation | Coordonnées                      | Illustration                               |
| ------------------ | ------ | -------------------- | ------------------------------------------------------------------- | ----- | ------------ | -------------------------------- | ------------------------------------------ |
| Monument aux morts |        | Belmont              | Au bord de la RD 7                                                  |       | 1923         | 47° 00′ 58″ nord, 5° 35′ 45″ est | Monument aux morts de Belmont              |
| Monument aux morts |        | Chissey-sur-Loue     | Sur la place de l'église                                            |       | À déterminer | 47° 01′ 16″ nord, 5° 43′ 12″ est | Monument aux morts de Chissey-sur-Loue     |
| Monument aux morts |        | Conliège             | Sur la place du 11 juillet 1944, à côté de l'église de l'Assomption |       | À déterminer | 46° 39′ 17″ nord, 5° 35′ 57″ est | Monument aux morts de Conliège             |
| Monument aux morts |        | Dammartin-Marpain    | À déterminer                                                        |       | À déterminer | à géolocaliser                   | Image manquante                            |
| Monument aux morts |        | Domblans             | À déterminer                                                        |       | À déterminer | à géolocaliser                   | Image manquante                            |
| Monument aux morts |        | Geruge               | En face de la mairie et de l'église                                 |       | À déterminer | 46° 37′ 35″ nord, 5° 31′ 47″ est | Monument aux morts de Geruge               |
| Monument aux morts |        | Molinges             | À déterminer                                                        |       | À déterminer | 46° 21′ 22″ nord, 5° 45′ 58″ est | Monument aux morts de Molinges             |
| Monument aux morts |        | Nanc-lès-Saint-Amour | Près de l'église                                                    |       | 1921         | 46° 25′ 27″ nord, 5° 21′ 27″ est | Monument aux morts de Nanc-lès-Saint-Amour |
| Monument aux morts |        | Serre-les-Moulières  | Près de l'église                                                    |       | À déterminer | 47° 12′ 14″ nord, 5° 37′ 03″ est | Monument aux morts de Serre-les-Moulières  |

#### Nièvre
| Œuvre              | Auteur | Commune              | Localisation                           | Notes | Installation | Coordonnées    | Illustration    |
| ------------------ | ------ | -------------------- | -------------------------------------- | ----- | ------------ | -------------- | --------------- |
| Monument aux morts |        | Diennes-Aubigny      | À déterminer                           |       | 1923         | à géolocaliser | Image manquante |
| Monument aux morts |        | Dun-les-Places       | À déterminer                           |       | 1923         | à géolocaliser | Image manquante |
| Monument aux morts |        | Epiry                | À déterminer                           |       | À déterminer | à géolocaliser | Image manquante |
| Monument aux morts |        | Héry                 | À déterminer                           |       | À déterminer | à géolocaliser | Image manquante |
| Monument aux morts |        | Saint-Benin-des-Bois | À déterminer                           |       | À déterminer | à géolocaliser | Image manquante |
| Monument aux morts |        | Saint-Martin-du-Puy  | À déterminer                           |       | 1922         | à géolocaliser | Image manquante |
| Monument aux morts |        | Vignol               | Au bord de la RD 283, devant la mairie |       | 1921         | à géolocaliser | Image manquante |

#### Saône-et-Loire
| Œuvre              | Auteur | Commune                 | Localisation                                            | Notes | Installation | Coordonnées                      | Illustration                        |
| ------------------ | ------ | ----------------------- | ------------------------------------------------------- | ----- | ------------ | -------------------------------- | ----------------------------------- |
| Monument aux morts |        | Bantanges               | Rue du bourg (RD 971), devant la mairie                 |       | À déterminer | 46° 36′ 35″ nord, 5° 06′ 46″ est | Monument aux morts de Bantanges     |
| Monument aux morts |        | Chaintré                | Sur la place du Luminiaire, devant la mairie            |       | 1921         | 46° 15′ 37″ nord, 4° 45′ 35″ est | Monument aux morts de Chaintré      |
| Monument aux morts |        | Chalmoux                | Au bord de la RD 195, à côté de l'église                |       | 1921         | 46° 35′ 57″ nord, 3° 50′ 52″ est | Image manquante                     |
| Monument aux morts |        | Charbonnières           | Au bord de la route de Mâcon (RD 103), devant la mairie |       | À déterminer | 46° 23′ 21″ nord, 4° 50′ 02″ est | Monument aux morts de Charbonnières |
| Monument aux morts |        | Chenôves                | En face de la mairie                                    |       | 1921         | à géolocaliser                   | Image manquante                     |
| Monument aux morts |        | Issy-l'Évêque           | À déterminer                                            |       | 1922         | à géolocaliser                   | Image manquante                     |
| Monument aux morts |        | Lournand                | Sur la place de la mairie                               |       | 1922         | à géolocaliser                   | Image manquante                     |
| Monument aux morts |        | Poisson                 | Au bord de la RD 458, devant l'église                   |       | À déterminer | à géolocaliser                   | Monument aux morts                  |
| Monument aux morts |        | Saint-Bérain-sur-Dheune | À déterminer                                            |       | 1921         | à géolocaliser                   | Image manquante                     |
| Monument aux morts |        | Saint-Yan               | Sur la place de la mairie                               |       | À déterminer | à géolocaliser                   | Monument aux morts                  |
| Monument aux morts |        | Suin                    | À déterminer                                            |       | 1922         | à géolocaliser                   | Monument aux morts                  |

#### Territoire de Belfort
| Œuvre              | Auteur | Commune | Localisation | Notes | Installation | Coordonnées    | Illustration    |
| ------------------ | ------ | ------- | ------------ | ----- | ------------ | -------------- | --------------- |
| Monument aux morts |        | Lepuix  | À déterminer |       | À déterminer | à géolocaliser | Image manquante |

#### Yonne
| Œuvre              | Auteur | Commune                   | Localisation                                                                      | Notes | Installation | Coordonnées                      | Illustration                                                                                         |
| ------------------ | ------ | ------------------------- | --------------------------------------------------------------------------------- | ----- | ------------ | -------------------------------- | --- |
| Monument aux morts |        | Chastellux-sur-Cure       | Près de la mairie et du nouveau cimetière                                         |       | 1922         | à géolocaliser                   | Monument aux morts« Monument aux morts de 1914-1918 à Chastellux-sur-Cure », sur À nos grands hommes |
| Monument aux morts |        | Mélisey                   | Intersection de la rue du Patis et de la RD 118, au bord de la place de la mairie |       | 1924         | 47° 55′ 00″ nord, 4° 04′ 38″ est | Image manquante                                                                                      |
| Monument aux morts |        | Piffonds                  | À déterminer                                                                      |       | 1923         | à géolocaliser                   | Monument aux morts                                                                                   |
| Monument aux morts |        | Saint-Martin-sur-Armançon | À déterminer                                                                      |       | À déterminer | à géolocaliser                   | Image manquante                                                                                      |
| Monument aux morts |        | Sennevoy-le-Haut          | Devant l'église de l'immaculée conception                                         |       | À déterminer | à géolocaliser                   | Monument aux morts                                                                                   |
| Monument aux morts |        | Vallery                   | À déterminer                                                                      |       | 1922         | à géolocaliser                   | Monument aux morts                                                                                   |

### Bretagne

#### Côtes-d'Armor
| Œuvre              | Auteur | Commune             | Localisation                                                                       | Notes | Installation | Coordonnées                        | Illustration                    |
| ------------------ | ------ | ------------------- | ---------------------------------------------------------------------------------- | ----- | ------------ | ---------------------------------- | ------------------------------- |
| Monument aux morts |        | Carnoët             | À côté de l'église Saint-Pierre-et-Saint-Paul                                      |       | À déterminer | 48° 22′ 03″ nord, 3° 31′ 14″ ouest | Monument aux morts de Carnoët   |
| Monument aux morts |        | Caulnes             | Intersection de la rue de la gare (RD 766) et de la rue de l'hôpital               |       | À déterminer | 48° 17′ 14″ nord, 2° 09′ 16″ ouest | Image manquante                 |
| Monument aux morts |        | Gomené              | Au bord de la rue du Porhoët (RD 22), devant le cimetière                          |       | À déterminer | à géolocaliser                     | Image manquante                 |
| Monument aux morts |        | Gurunhuel           | Dans le cimetière, à côté de l'église Notre-Dame                                   |       | À déterminer | 48° 30′ 55″ nord, 3° 17′ 56″ ouest | Monument aux morts de Gurunhuel |
| Monument aux morts |        | Langueux            | Au bord de la rue de Brest (RD 712), à côté de l'église Saint-Pierre-et-Saint-Paul |       | 1921         | 48° 29′ 43″ nord, 2° 43′ 00″ ouest | Monument aux morts de Langueux  |
| Monument aux morts |        | Lanrelas            | Au bord de la RD 46                                                                |       | À déterminer | 48° 15′ 11″ nord, 2° 17′ 40″ ouest | Monument aux morts de Lanrelas  |
| Monument aux morts |        | Ploumilliau         | Devant l'église                                                                    |       | À déterminer | à géolocaliser                     | Image manquante                 |
| Monument aux morts |        | Plounérin           | À côté de l'église                                                                 |       | 1922         | à géolocaliser                     | Image manquante                 |
| Monument aux morts |        | Saint-Jacut-du-Mené | À côté de l'église                                                                 |       | À déterminer | à géolocaliser                     | Monument aux morts              |

#### Finistère
| Œuvre                          | Auteur | Commune          | Localisation                                    | Notes | Installation | Coordonnées    | Illustration                                                                               |
| ------------------------------ | ------ | ---------------- | ----------------------------------------------- | ----- | ------------ | -------------- | ------------------------------------------------------------------------------------------ |
| Monument aux morts de Plouguer |        | Carhaix-Plouguer | À déterminer                                    |       | À déterminer | à géolocaliser | Monument aux morts de Plouguer                                                             |
| Monument aux morts             |        | Lannéanou        | Devant l'église Saint-Jean-Baptiste             |       | À déterminer | à géolocaliser | Monument aux morts« Monument aux morts de 1914-1918 à Lannéanou », sur À nos grands hommes |
| Monument aux morts             |        | Le Faou          | Rue de la grève, près de l'église Saint-Sauveur |       | À déterminer | à géolocaliser | Monument aux morts« Monument aux morts de 14-18 au Faou », sur e-monumen                   |

#### Ille-et-Vilaine
| Œuvre              | Auteur | Commune               | Localisation                                      | Notes                                                    | Installation | Coordonnées                        | Illustration                              |
| ------------------ | ------ | --------------------- | ------------------------------------------------- | -------------------------------------------------------- | ------------ | ---------------------------------- | ----------------------------------------- |
| Monument aux morts |        | Bazouges-la-Pérouse   | Sur la place du Monument                          |                                                          | À déterminer | 48° 25′ 37″ nord, 1° 34′ 30″ ouest | Monument aux morts de Bazouges-la-Pérouse |
| Monument aux morts |        | Domagné               | Sur la place de l'église (RD 34), contre l'église |                                                          | 1921         | 48° 04′ 15″ nord, 1° 23′ 30″ ouest | Monument aux morts de Domagné             |
| Monument aux morts |        | Le Ferré              | À déterminer                                      |                                                          | À déterminer | à géolocaliser                     | Monument aux morts                        |
| Monument aux morts |        | Montautour            | À déterminer                                      |                                                          | À déterminer | à géolocaliser                     | Monument aux morts                        |
| Monument aux morts |        | Noyal-sous-Bazouges   | Devant l'église saint Martin                      |                                                          | À déterminer | à géolocaliser                     | Image manquante                           |
| Monument aux morts |        | Plerguer              | Devant l'église Sainte-Trinité-et-Saint-Augustin  |                                                          | À déterminer | à géolocaliser                     | Monument aux morts                        |
| Monument aux morts |        | Saint-Ouen-des-Alleux | À déterminer                                      |                                                          | À déterminer | à géolocaliser                     | Monument aux morts                        |
| Monument aux morts |        | Sixt-sur-Aff          | Rue Onffroy de la Rosière, à côté de la mairie    |                                                          | 1921         | à géolocaliser                     | Monument aux morts                        |
| Monument aux morts |        | Tinténiac             | Sur la place de la République                     | Érigé en 1922 à quelques mètres de l'emplacement actuel. | 2015         | à géolocaliser                     | Image manquante                           |

#### Morbihan
| Œuvre              | Auteur | Commune                 | Localisation | Notes                | Installation | Coordonnées                        | Illustration                   |
| ------------------ | ------ | ----------------------- | --- | -------------------- | ------------ | ---------------------------------- | ------------------------------ |
| Monument aux morts |        | Beignon                 | À côté de l'église Saint Pierre | Érigé[Où ?] en 1921. | 1994         | à géolocaliser                     | Monument aux morts             |
| Monument aux morts |        | Guillac                 | Sur la place de la mairie, à l'intersection de la rue Guimard, de la rue du Rocher et de la RD 122 (rue Daniau), près du chevet de l'église Saint-Bertin |                      | 1924         | 47° 54′ 37″ nord, 2° 27′ 57″ ouest | Monument aux morts de Guillac  |
| Monument aux morts |        | Landévant               | À côté de l'église |                      | À déterminer | à géolocaliser                     | Monument aux morts             |
| Monument aux morts |        | Le Saint                | À côté de l'église |                      | 1922         | 48° 05′ 22″ nord, 3° 33′ 41″ ouest | Monument aux morts de Le Saint |
| Monument aux morts |        | Merlevenez              | Sur la place de la mairie, au bord de la ruelle des Écoles                                                                                               |                      | 1922         | 47° 44′ 11″ nord, 3° 14′ 02″ ouest | Image manquante                |
| Monument aux morts |        | Saint-Nicolas-du-Tertre | À côté de l'église |                      | À déterminer | à géolocaliser                     | Monument aux morts             |
| Monument aux morts |        | Saint-Thuriau           | À déterminer |                      | 1924         | à géolocaliser                     | Monument aux morts             |

### Centre-Val-de-Loire

#### Cher
| Œuvre              | Auteur | Commune  | Localisation        | Notes | Installation | Coordonnées    | Illustration       |
| ------------------ | ------ | -------- | ------------------- | ----- | ------------ | -------------- | ------------------ |
| Monument aux morts |        | Bannegon | Au bord de la RD 41 |       | À déterminer | à géolocaliser | Monument aux morts |

#### Eure-et-Loir
| Œuvre              | Auteur | Commune  | Localisation     | Notes | Installation | Coordonnées    | Illustration       |
| ------------------ | ------ | -------- | ---------------- | ----- | ------------ | -------------- | ------------------ |
| Monument aux morts |        | Bouville | À déterminer     |       | 1923         | à géolocaliser | Monument aux morts |
| Monument aux morts |        | Civry    | Devant la mairie |       | À déterminer | à géolocaliser | Monument aux morts |

#### Indre
| Œuvre              | Auteur | Commune           | Localisation                                                            | Notes | Installation | Coordonnées    | Illustration                                                                                  |
| ------------------ | ------ | ----------------- | ----------------------------------------------------------------------- | ----- | ------------ | -------------- | --------------------------------------------------------------------------------------------- |
| Monument aux morts |        | Dunet             | Sur la place de la mairie                                               |       | À déterminer | à géolocaliser | Image manquante                                                                               |
| Monument aux morts |        | La Vernelle       | À déterminer                                                            |       | À déterminer | à géolocaliser | Image manquante                                                                               |
| Monument aux morts |        | Luzeret           | Intersection de la RD 59 et de la RD 29                                 |       | À déterminer | à géolocaliser | Monument aux morts« Monument aux morts de 1914-1918 à Luzeret », sur À nos grands hommes      |
| Monument aux morts |        | Néret             | À déterminer                                                            |       | 1922         | à géolocaliser | Monument aux morts                                                                            |
| Monument aux morts |        | Palluau-sur-Indre | À l'intersection de la rue basse (RD 28) et de la rue de Verdun (RD 15) |       | À déterminer | à géolocaliser | Image manquante                                                                               |
| Monument aux morts |        | Saint-Civran      | Rue de la République                                                    |       | À déterminer | à géolocaliser | Monument aux morts« Monument aux morts de 1914-1918 à Saint-Civran », sur À nos grands hommes |
| Monument aux morts |        | Saint-Plantaire   | À déterminer                                                            |       | À déterminer | à géolocaliser | Image manquante                                                                               |

#### Indre-et-Loire
| Œuvre              | Auteur | Commune            | Localisation       | Notes | Installation | Coordonnées    | Illustration       |
| ------------------ | ------ | ------------------ | ------------------ | ----- | ------------ | -------------- | ------------------ |
| Monument aux morts |        | La Roche-Clermault | À côté de l'église |       | À déterminer | à géolocaliser | Monument aux morts |
| Monument aux morts |        | Savonnières        | À déterminer       |       | À déterminer | à géolocaliser | Monument aux morts |

#### Loir-et-Cher
| Œuvre              | Auteur | Commune            | Localisation                                   | Notes | Installation | Coordonnées    | Illustration    |
| ------------------ | ------ | ------------------ | ---------------------------------------------- | ----- | ------------ | -------------- | --------------- |
| Monument aux morts |        | Châtillon-sur-Cher | À déterminer                                   |       | 1923         | à géolocaliser | Image manquante |
| Monument aux morts |        | Dhuizon            | Au bord de la RD 22                            |       | 1922         | à géolocaliser | Image manquante |
| Monument aux morts |        | Selommes           | Sur la place de la mairie, en face de l'église |       | 1922         | à géolocaliser | Image manquante |

#### Loiret
| Œuvre              | Auteur | Commune            | Localisation                                   | Notes | Installation | Coordonnées    | Illustration       |
| ------------------ | ------ | ------------------ | ---------------------------------------------- | ----- | ------------ | -------------- | ------------------ |
| Monument aux morts |        | Escrennes          | À déterminer                                   |       | À déterminer | à géolocaliser | Monument aux morts |
| Monument aux morts |        | Lion-en-Sullias    | À déterminer                                   |       | À déterminer | à géolocaliser | Monument aux morts |
| Monument aux morts |        | Poilly-lez-Gien    | Sur la place de l'église, au bord de la RD 951 |       | 1921         | à géolocaliser | Monument aux morts |
| Monument aux morts |        | Ramoulu            | Sur la place du calvaire, devant la mairie     |       | À déterminer | à géolocaliser | Image manquante    |
| Monument aux morts |        | Saint-Denis-en-Val | À déterminer                                   |       | À déterminer | à géolocaliser | Monument aux morts |

### Corse

#### Corse-du-Sud
| Œuvre              | Auteur | Commune           | Localisation                           | Notes | Installation | Coordonnées                      | Illustration             |
| ------------------ | ------ | ----------------- | -------------------------------------- | ----- | ------------ | -------------------------------- | ------------------------ |
| Monument aux morts |        | Balogna           | Dans le cimetière                      |       | À déterminer | à géolocaliser                   | Image manquante          |
| Monument aux morts |        | Ota               | Au bord de la RD 124, devant la mairie |       | À déterminer | 42° 15′ 29″ nord, 8° 44′ 45″ est | Monument aux morts d'Ota |
| Monument aux morts |        | Sarrola-Carcopino | À déterminer                           |       | À déterminer | à géolocaliser                   | Image manquante          |

### Grand Est

#### Ardennes
| Œuvre              | Auteur | Commune                  | Localisation                                                                                              | Notes | Installation | Coordonnées                      | Illustration                                                                                     |
| ------------------ | ------ | ------------------------ | --- | ----- | ------------ | -------------------------------- | ------------------------------------------------------------------------------------------------ |
| Monument aux morts |        | Aouste                   | Intersection de la rue de la croix Pierlot et de la rue du château (RD 36), à côté de l'église Saint-Remy |       | À déterminer | 49° 47′ 57″ nord, 4° 19′ 02″ est | Monument aux morts d'Aouste                                                                      |
| Monument aux morts |        | Auvillers-les-Forges     | Sur la place de la mairie                                                                                 |       | À déterminer | 49° 51′ 45″ nord, 4° 21′ 26″ est | Monument aux morts d'Auvillers-les-Forges                                                        |
| Monument aux morts |        | Blanchefosse             | Intersection de la RD 10B et de la rue de l'église (RD 10), à côté de l'église Saint-Jean-Baptiste        |       | À déterminer | 49° 46′ 37″ nord, 4° 14′ 09″ est | Monument aux morts de Blanchefosse                                                               |
| Monument aux morts |        | Escombres-et-le-Chesnois | À déterminer                                                                                              |       | 1920         | à géolocaliser                   | Image manquante                                                                                  |
| Monument aux morts |        | Éteignières              | Intersection de la rue de la fossé aux chevaux et de la route de Rocroi (RD 877)                          |       | À déterminer | 49° 53′ 11″ nord, 4° 23′ 33″ est | Monument aux morts d'Éteignières                                                                 |
| Monument aux morts |        | Givry                    | Dans le cimetière                                                                                         |       | À déterminer | à géolocaliser                   | Image manquante                                                                                  |
| Monument aux morts |        | Harcy                    | À côté de l'église                                                                                        |       | À déterminer | à géolocaliser                   | Monument aux morts                                                                               |
| Monument aux morts |        | Herbigny                 | À déterminer                                                                                              |       | À déterminer | à géolocaliser                   | Monument aux morts                                                                               |
| Monument aux morts |        | La Férée                 | À déterminer                                                                                              |       | À déterminer | à géolocaliser                   | Monument aux morts                                                                               |
| Monument aux morts |        | Maubert-Fontaine         | À déterminer                                                                                              |       | À déterminer | à géolocaliser                   | Monument aux morts                                                                               |
| Monument aux morts |        | Rilly-sur-Aisne          | À côté de l'église                                                                                        |       | À déterminer | à géolocaliser                   | Monument aux morts« Monument aux morts de 1914-1918 à Rilly-sur-Aisne », sur À nos grands hommes |
| Monument aux morts |        | Rouvroy-sur-Audry        | Grand rue, devant la mairie                                                                               |       | À déterminer | à géolocaliser                   | Monument aux morts                                                                               |
| Monument aux morts |        | Saint-Pierremont         | À déterminer                                                                                              |       | À déterminer | à géolocaliser                   | Image manquante                                                                                  |
| Monument aux morts |        | Sery                     | À déterminer                                                                                              |       | À déterminer | à géolocaliser                   | Monument aux morts                                                                               |
| Monument aux morts |        | Son                      | À côté de l'église                                                                                        |       | À déterminer | à géolocaliser                   | Monument aux morts                                                                               |
| Monument aux morts |        | Taizy                    | À déterminer                                                                                              |       | À déterminer | à géolocaliser                   | Image manquante                                                                                  |
| Monument aux morts |        | Tannay                   | Intersection de la rue du colonel Budd et la RD 977                                                       |       | 1921         | à géolocaliser                   | Monument aux morts« Poilu au repos – Monument aux morts à Tannay », sur e-monumen                |
| Monument aux morts |        | Vandy                    | À côté de l'église                                                                                        |       | 1922         | à géolocaliser                   | Monument aux morts                                                                               |
| Monument aux morts |        | Villers-devant-le-Thour  | À déterminer                                                                                              |       | À déterminer | à géolocaliser                   | Image manquante                                                                                  |
| Monument aux morts |        | Warcq                    | Dans le cimetière                                                                                         |       | À déterminer | à géolocaliser                   | Monument aux morts                                                                               |

#### Aube
| Œuvre              | Auteur | Commune                   | Localisation                                                               | Notes | Installation | Coordonnées    | Illustration                                                                                           |
| ------------------ | ------ | ------------------------- | -------------------------------------------------------------------------- | ----- | ------------ | -------------- | --- |
| Monument aux morts |        | Amance                    | Au bord de la RD 443                                                       |       | 1927         | à géolocaliser | Image manquante                                                                                        |
| Monument aux morts |        | Champignol-lez-Mondeville | À déterminer                                                               |       | 1924         | à géolocaliser | Image manquante                                                                                        |
| Monument aux morts |        | Champigny-sur-Aube        | À déterminer                                                               |       | À déterminer | à géolocaliser | Monument aux morts                                                                                     |
| Monument aux morts |        | Couvignon                 | À côté de l'église Saint-Martin                                            |       | À déterminer | à géolocaliser | Image manquante                                                                                        |
| Monument aux morts |        | Juzanvigny                | À déterminer                                                               |       | À déterminer | à géolocaliser | Image manquante                                                                                        |
| Monument aux morts |        | Loches-sur-Ource          | Sur la place Saint-Pierre-et-Saint-Paul, à côté de l'église                |       | À déterminer | à géolocaliser | Image manquante                                                                                        |
| Monument aux morts |        | Merrey-sur-Arce           | Dans le cimetière                                                          |       | À déterminer | à géolocaliser | Image manquante                                                                                        |
| Monument aux morts |        | Saint-Flavy               | À déterminer                                                               |       | À déterminer | à géolocaliser | Monument aux morts                                                                                     |
| Monument aux morts |        | Soulaines-Dhuys           | À côté de l'église                                                         |       | À déterminer | à géolocaliser | Monument aux morts                                                                                     |
| Monument aux morts |        | Villacerf                 | Intersection de la rue du général Leclerc (RD 78) et du chemin du monument |       | À déterminer | à géolocaliser | Image manquante                                                                                        |
| Monument aux morts |        | Ville-sur-Terre           | À déterminer                                                               |       | À déterminer | à géolocaliser | Monument aux morts                                                                                     |
| Monument aux morts |        | Villemoyenne              | À déterminer                                                               |       | À déterminer | à géolocaliser | Image manquante                                                                                        |
| Monument aux morts |        | Villeneuve-au-Chemin      | Intersection de la rue de l'église et de la RN 77                          |       | À déterminer | à géolocaliser | Monument aux morts« Poilu au repos – Monument aux morts 14-18 à Villeneuve-au-Chemin] », sur e-monumen |

#### Haute-Marne
| Œuvre              | Auteur | Commune             | Localisation                                           | Notes | Installation | Coordonnées    | Illustration    |
| ------------------ | ------ | ------------------- | ------------------------------------------------------ | ----- | ------------ | -------------- | --------------- |
| Monument aux morts |        | Brottes             | À côté de l'église                                     |       | À déterminer | à géolocaliser | Image manquante |
| Monument aux morts |        | Consigny            | À déterminer                                           |       | À déterminer | à géolocaliser | Image manquante |
| Monument aux morts |        | Darmannes           | Intersection de la rue du four et de la rue des pompes |       | À déterminer | à géolocaliser | Image manquante |
| Monument aux morts |        | Dommartin-le-Franc  | À côté de l'église                                     |       | À déterminer | à géolocaliser | Image manquante |
| Monument aux morts |        | Illoud              | Au bord de la grande rue, près de la mairie            |       | À déterminer | à géolocaliser | Image manquante |
| Monument aux morts |        | Lavilleneuve-au-Roi | À côté de l'église                                     |       | À déterminer | à géolocaliser | Image manquante |
| Monument aux morts |        | Le Puits-des-Mèzes  | À côté de l'église                                     |       | À déterminer | à géolocaliser | Image manquante |
| Monument aux morts |        | Millières           | À déterminer                                           |       | À déterminer | à géolocaliser | Image manquante |
| Monument aux morts |        | Semoutiers-Montsaon | À côté de l'église                                     |       | À déterminer | à géolocaliser | Image manquante |
| Monument aux morts |        | Vaux-sur-Blaise     | Sur la place de la Victoire                            |       | À déterminer | à géolocaliser | Image manquante |
| Monument aux morts |        | Villiers-sur-Suize  | À côté de l'église                                     |       | À déterminer | à géolocaliser | Image manquante |

#### Meurthe-et-Moselle
| Œuvre              | Auteur | Commune              | Localisation         | Notes | Installation | Coordonnées    | Illustration       |
| ------------------ | ------ | -------------------- | -------------------- | ----- | ------------ | -------------- | ------------------ |
| Monument aux morts |        | Damelevières         | À côté de l'église   |       | 1922         | à géolocaliser | Monument aux morts |
| Monument aux morts |        | Fraisnes-en-Saintois | Devant le cimetière  |       | À déterminer | à géolocaliser | Monument aux morts |
| Monument aux morts |        | Rosières-en-Haye     | En face de la mairie |       | À déterminer | à géolocaliser | Image manquante    |
| Monument aux morts |        | Vannes-le-Châtel     | À déterminer         |       | À déterminer | à géolocaliser | Monument aux morts |

#### Meuse
| Œuvre              | Auteur | Commune                      | Localisation                                       | Notes | Installation | Coordonnées    | Illustration       |
| ------------------ | ------ | ---------------------------- | -------------------------------------------------- | ----- | ------------ | -------------- | ------------------ |
| Monument aux morts |        | Beauclair                    | À côté de l'église                                 |       | À déterminer | à géolocaliser | Image manquante    |
| Monument aux morts |        | Écouviez                     | À déterminer                                       |       | À déterminer | à géolocaliser | Monument aux morts |
| Monument aux morts |        | Geville                      | Au bord de la RD 908, devant la mairie et l'église |       | À déterminer | à géolocaliser | Monument aux morts |
| Monument aux morts |        | Ménil-la-Horgne              | Grande rue                                         |       | À déterminer | à géolocaliser | Monument aux morts |
| Monument aux morts |        | Nançois-sur-Ornain           | À côté de l'église                                 |       | 1920         | à géolocaliser | Monument aux morts |
| Monument aux morts |        | Neuville-lès-Vaucouleurs     | À côté de l'église                                 |       | À déterminer | à géolocaliser | Image manquante    |
| Monument aux morts |        | Pagny-la-Blanche-Côte        | À déterminer                                       |       | À déterminer | à géolocaliser | Monument aux morts |
| Monument aux morts |        | Saint-Maurice-sous-les-Côtes | À déterminer                                       |       | À déterminer | à géolocaliser | Image manquante    |

#### Vosges
| Œuvre              | Auteur | Commune         | Localisation                                                                                         | Notes | Installation | Coordonnées                      | Illustration                 |
| ------------------ | ------ | --------------- | --- | ----- | ------------ | -------------------------------- | ---------------------------- |
| Monument aux morts |        | Attigny         | Intersection de la rue de Darney et de la rue des Patients, sur le parvis de l'église de la Nativité |       | À déterminer | 48° 03′ 54″ nord, 6° 02′ 08″ est | Monument aux morts d'Attigny |
| Monument aux morts |        | Frizon          | À déterminer                                                                                         |       | À déterminer | à géolocaliser                   | Image manquante              |
| Monument aux morts |        | Le Ménil        | À côté de la mairie, en face de l'église                                                             |       | À déterminer | à géolocaliser                   | Image manquante              |
| Monument aux morts |        | Mattaincourt    | Rue notre Dame, à côté de la basilique Saint-Pierre-Fourier                                          |       | 1921         | à géolocaliser                   | Monument aux morts           |
| Monument aux morts |        | Maxey-sur-Meuse | Devant l'église de l'Assomption-de-Notre-Dame                                                        |       | À déterminer | à géolocaliser                   | Monument aux morts           |

### Hauts-de-France

#### Aisne
| Œuvre              | Auteur | Commune              | Localisation                                                                        | Notes | Installation | Coordonnées                      | Illustration                  |
| ------------------ | ------ | -------------------- | ----------------------------------------------------------------------------------- | ----- | ------------ | -------------------------------- | ----------------------------- |
| Monument aux morts |        | Beaumé               | À déterminer                                                                        |       | À déterminer | à géolocaliser                   | Monument aux morts            |
| Monument aux morts |        | Bergues-sur-Sambre   | À déterminer                                                                        |       | À déterminer | à géolocaliser                   | Image manquante               |
| Monument aux morts |        | Buire                | À déterminer                                                                        |       | À déterminer | à géolocaliser                   | Monument aux morts            |
| Monument aux morts |        | Chevresis-Monceau    | À déterminer                                                                        |       | À déterminer | à géolocaliser                   | Monument aux morts            |
| Monument aux morts |        | Coingt               | À déterminer                                                                        |       | 1923         | à géolocaliser                   | Monument aux morts            |
| Monument aux morts |        | Courboin             | Au bord de la RD 86                                                                 |       | À déterminer | à géolocaliser                   | Image manquante               |
| Monument aux morts |        | Dizy-le-Gros         | Rue de l'église (RD 18)                                                             |       | À déterminer | à géolocaliser                   | Monument aux morts            |
| Monument aux morts |        | Erlon                | Intersection de la RD 63, de la rue du maréchal Drouet et de la rue de l'arbrisseau |       | 1927         | à géolocaliser                   | Monument aux morts            |
| Monument aux morts |        | Étaves-et-Bocquiaux  | À déterminer                                                                        |       | À déterminer | à géolocaliser                   | Image manquante               |
| Monument aux morts |        | Gandelu              | Intersection de la rue d'Orléans (RD 940) et de la grande rue (RD 9)                |       | À déterminer | 49° 05′ 39″ nord, 3° 11′ 03″ est | Monument aux morts de Gandelu |
| Monument aux morts |        | Iviers               | À déterminer                                                                        |       | À déterminer | à géolocaliser                   | Monument aux morts            |
| Monument aux morts |        | Lehaucourt           | À déterminer                                                                        |       | À déterminer | à géolocaliser                   | Monument aux morts            |
| Monument aux morts |        | Montigny-l'Allier    | À déterminer                                                                        |       | À déterminer | à géolocaliser                   | Monument aux morts            |
| Monument aux morts |        | Nouvion-le-Comte     | À déterminer                                                                        |       | 1922         | à géolocaliser                   | Monument aux morts            |
| Monument aux morts |        | Petit-Verly          | À déterminer                                                                        |       | À déterminer | à géolocaliser                   | Monument aux morts            |
| Monument aux morts |        | Puisieux-et-Clanlieu | À déterminer                                                                        |       | À déterminer | à géolocaliser                   | Monument aux morts            |
| Monument aux morts |        | Saint-Aubin          | Sur la place de la mairie                                                           |       | À déterminer | à géolocaliser                   | Image manquante               |
| Monument aux morts |        | Saulchery            | Dans le cimetière                                                                   |       | À déterminer | à géolocaliser                   | Image manquante               |
| Monument aux morts |        | Sissy                | À déterminer                                                                        |       | À déterminer | à géolocaliser                   | Monument aux morts            |
| Monument aux morts |        | Thenailles           | À déterminer                                                                        |       | 1921         | à géolocaliser                   | Monument aux morts            |
| Monument aux morts |        | Thenelles            | À déterminer                                                                        |       | 1925         | à géolocaliser                   | Monument aux morts            |
| Monument aux morts |        | Tupigny              | Au bord de la rue Jacques Fremont                                                   |       | 1921         | à géolocaliser                   | Image manquante               |
| Monument aux morts |        | Vorges               | À déterminer                                                                        |       | 1921         | à géolocaliser                   | Image manquante               |
| Monument aux morts |        | Wiège-Faty           | À déterminer                                                                        |       | À déterminer | à géolocaliser                   | Monument aux morts            |

#### Nord
| Œuvre              | Auteur | Commune                  | Localisation                                  | Notes | Installation | Coordonnées                      | Illustration                                                                               |
| ------------------ | ------ | ------------------------ | --------------------------------------------- | ----- | ------------ | -------------------------------- | ------------------------------------------------------------------------------------------ |
| Monument aux morts |        | Amfroipret               | À déterminer                                  |       | 1921         | à géolocaliser                   | Monument aux morts                                                                         |
| Monument aux morts |        | Attiches                 | Rue Jean Baptiste Collette, près de la mairie |       | 1922         | 50° 31′ 21″ nord, 3° 03′ 30″ est | Monument aux morts                                                                         |
| Monument aux morts |        | Bry                      | À côté de l'église                            |       | 1921         | à géolocaliser                   | Monument aux morts                                                                         |
| Monument aux morts |        | Camphin-en-Pévèle        | À déterminer                                  |       | À déterminer | à géolocaliser                   | Monument aux morts                                                                         |
| Monument aux morts |        | Élincourt                | Rue du soleil d'or                            |       | 1921         | à géolocaliser                   | Monument aux morts« Poilu au repos – Monument aux morts 14-18 à Élincourt », sur e-monumen |
| Monument aux morts |        | Ennevelin                | À côté de l'église                            |       | À déterminer | à géolocaliser                   | Monument aux morts                                                                         |
| Monument aux morts |        | Faumont                  | À côté de l'église, devant le cimetière       |       | À déterminer | à géolocaliser                   | Monument aux morts                                                                         |
| Monument aux morts |        | Gœulzin                  | À déterminer                                  |       | À déterminer | à géolocaliser                   | Monument aux morts                                                                         |
| Monument aux morts |        | Grand-Fayt               | À côté de l'église Saint-Pierre-des-Liens     |       | 1922         | à géolocaliser                   | Monument aux morts                                                                         |
| Monument aux morts |        | Leval                    | Rue Marcel Ringeval, devant l'église          |       | 1921         | à géolocaliser                   | Monument aux morts                                                                         |
| Monument aux morts |        | Odomez                   | À déterminer                                  |       | 1922         | à géolocaliser                   | Image manquante                                                                            |
| Monument aux morts |        | Petit-Fayt               | Au bord de la RD 232                          |       | 1921         | à géolocaliser                   | Monument aux morts                                                                         |
| Monument aux morts |        | Prisches                 | À déterminer                                  |       | À déterminer | à géolocaliser                   | Monument aux morts                                                                         |
| Monument aux morts |        | Raillencourt-Sainte-Olle | Dans le cimetière                             |       | À déterminer | à géolocaliser                   | Image manquante                                                                            |
| Monument aux morts |        | Saint-Aubert             | À côté de l'église                            |       | À déterminer | à géolocaliser                   | Image manquante                                                                            |
| Monument aux morts |        | Saint-Georges-sur-l'Aa   | À côté de l'église                            |       | À déterminer | à géolocaliser                   | Image manquante                                                                            |
| Monument aux morts |        | Saint-Hilaire-sur-Helpe  | Sur la place André-Coupillaud                 |       | 1921         | à géolocaliser                   | Monument aux morts                                                                         |
| Monument aux morts |        | Saint-Python             | Rue Victor Hugo                               |       | À déterminer | à géolocaliser                   | Image manquante                                                                            |
| Monument aux morts |        | Vieux-Condé              | À déterminer                                  |       | 1922         | à géolocaliser                   | Image manquante                                                                            |

#### Oise
| Œuvre              | Auteur | Commune         | Localisation                                                                    | Notes | Installation | Coordonnées                      | Illustration                          |
| ------------------ | ------ | --------------- | ------------------------------------------------------------------------------- | ----- | ------------ | -------------------------------- | ------------------------------------- |
| Monument aux morts |        | Goincourt       | Au bord de la rue de Courcelles, à côté de l'église Saint-Lubin                 |       | À déterminer | 49° 25′ 31″ nord, 2° 02′ 16″ est | Monument aux morts de Goincourt       |
| Monument aux morts |        | Lannoy-Cuillère | Au bord de la RD 67, en face de l'église Notre-Dame-et-Assomption               |       | À déterminer | 49° 42′ 14″ nord, 1° 44′ 31″ est | Monument aux morts de Lannoy-Cuillère |
| Monument aux morts |        | Sacy-le-Grand   | Au bord de la rue du général de Gaulle (RD 10), en face de l'école Jean Gautier |       | À déterminer | 49° 21′ 14″ nord, 2° 32′ 39″ est | Image manquante                       |
| Monument aux morts |        | Valdampierre    | Dans le cimetière                                                               |       | 1921         | 49° 18′ 11″ nord, 2° 02′ 50″ est | Monument aux morts de Valdampierre    |

#### Pas-de-Calais
| Œuvre              | Auteur | Commune                   | Localisation | Notes                           | Installation | Coordonnées                      | Illustration |
| ------------------ | ------ | ------------------------- | --- | ------------------------------- | ------------ | -------------------------------- | --- |
| Monument aux morts |        | Bailleulval               | Dans le cimetière                                                                                                   |                                 | À déterminer | à géolocaliser                   | Image manquante |
| Monument aux morts |        | Beaudricourt              | À déterminer |                                 | 1921         | à géolocaliser                   | Monument aux morts |
| Monument aux morts |        | Beussent                  | À déterminer |                                 | À déterminer | à géolocaliser                   | Monument aux morts |
| Monument aux morts |        | Caucourt                  | À côté de l'église Saint-Pierre                                                                                     |                                 | À déterminer | à géolocaliser                   | Monument aux morts |
| Monument aux morts |        | Clairmarais               | À déterminer |                                 | À déterminer | à géolocaliser                   | Monument aux morts |
| Monument aux morts |        | Courcelles-lès-Lens       | Rue des poilus |                                 | 1921         | à géolocaliser                   | Monument aux morts« Poilu au repos – Monument aux morts à Courcelles-lès-Lens », sur e-monumen                                   |
| Monument aux morts |        | Courrières                | À déterminer |                                 | À déterminer | à géolocaliser                   | Monument aux morts |
| Monument aux morts |        | Fortel-en-Artois          | Dans la cour de l'église                                                                                            | Érigé en 1921 près de l'église. | 1980         | à géolocaliser                   | Monument aux morts |
| Monument aux morts |        | Fouquières-lès-Lens       | À déterminer |                                 | 1922         | à géolocaliser                   | Monument aux morts |
| Monument aux morts |        | Guarbecque                | Dans le cimetière, contre l'église Saint-Nicolas                                                                    |                                 | 1921         | à géolocaliser                   | Monument aux morts |
| Monument aux morts |        | Herly                     | Intersection de la rue de Montreuil et de la rue du presbytère                                                      |                                 | 1921         | à géolocaliser                   | Monument aux morts« Poilu au repos – Monument aux morts à Herly », sur e-monumen                                                 |
| Monument aux morts |        | Inxent                    | À côté de l'église de la nativité                                                                                   |                                 | 1922         | à géolocaliser                   | Monument aux morts |
| Monument aux morts |        | Licques                   | En face de l'église                                                                                                 |                                 | À déterminer | à géolocaliser                   | Monument aux morts |
| Monument aux morts |        | Marconne                  | À côté de l'église                                                                                                  |                                 | 1922         | à géolocaliser                   | Monument aux morts« Le monument aux morts de Marconne », sur monuments-aux-morts.fr (consulté le 31 août 2024).                  |
| Monument aux morts |        | Mont-Bernanchon           | Intersection du chemin de grande communication 184 et de la rue de la Place                                         |                                 | À déterminer | à géolocaliser                   | Monument aux morts« Le monument aux morts de Mont-Bernanchon », sur monuments-aux-morts.fr (consulté le 19 septembre 2024).      |
| Monument aux morts |        | Noyelles-Godault          | Place |                                 | 1921         | à géolocaliser                   | Monument aux morts« Le monument aux morts de Noyelles-Godault », sur monuments-aux-morts.fr (consulté le 27 octobre 2024).       |
| Monument aux morts |        | Le Parcq                  | Rue de l'Église |                                 | 1921         | à géolocaliser                   | Image manquante |
| Monument aux morts |        | Ransart                   | Dans le cimetière                                                                                                   |                                 | À déterminer | à géolocaliser                   | Image manquante |
| Monument aux morts |        | Saint-Josse               | Dans le cimetière                                                                                                   |                                 | 1921         | à géolocaliser                   | Monument aux morts« Monument aux morts de 1914-1918 à Saint-Josse », sur À nos grands hommes                                     |
| Monument aux morts |        | Saint-Martin-d'Hardinghem | À côté de l'église                                                                                                  |                                 | 1922         | à géolocaliser                   | Monument aux morts« Le monument aux morts de Saint-Martin-d'Hardinghem », sur monuments-aux-morts.fr (consulté le 10 mars 2025). |
| Monument aux morts |        | Servins                   | Sur le rond point de la RD 57 et de la RD 75                                                                        |                                 | 1921         | à géolocaliser                   | Image manquante |
| Monument aux morts |        | Wissant                   | Devant la mairie, sur la place du Général-de-Gaulle, à l'intersection de la rue Gambetta et de la rue Louis-Pergaud |                                 | 1922         | 50° 53′ 07″ nord, 1° 39′ 47″ est | Monument aux morts de Wissant |

#### Somme
| Œuvre              | Auteur | Commune                 | Localisation                                      | Notes | Installation | Coordonnées    | Illustration                                                                                        |
| ------------------ | ------ | ----------------------- | ------------------------------------------------- | ----- | ------------ | -------------- | --------------------------------------------------------------------------------------------------- |
| Monument aux morts |        | Contay                  | À déterminer                                      |       | À déterminer | à géolocaliser | Monument aux morts                                                                                  |
| Monument aux morts |        | Estrées-Deniécourt      | Devant l'église                                   |       | À déterminer | à géolocaliser | Monument aux morts« Monument aux morts de 1914-1918 à Estrées-Deniécourt », sur À nos grands hommes |
| Monument aux morts |        | Estrées-lès-Crécy       | Devant la mairie                                  |       | À déterminer | à géolocaliser | Monument aux morts                                                                                  |
| Monument aux morts |        | Forceville              | Rue de l'église                                   |       | À déterminer | à géolocaliser | Monument aux morts                                                                                  |
| Monument aux morts |        | Fouilloy                | Rue Roger Salengro, à côté de l'église            |       | 1921         | à géolocaliser | Monument aux morts« Poilu au repos – Monument aux morts à Fouilloy », sur e-monumen                 |
| Monument aux morts |        | Friaucourt              | Sur la place du Général-Leclerc                   |       | 1922         | à géolocaliser | Monument aux morts« Poilu au repos – Monument aux morts à Friaucourt », sur e-monumen               |
| Monument aux morts |        | Grouches-Luchuel        | À déterminer                                      |       | À déterminer | à géolocaliser | Image manquante                                                                                     |
| Monument aux morts |        | Lanches-Saint-Hilaire   | À déterminer                                      |       | À déterminer | à géolocaliser | Image manquante                                                                                     |
| Monument aux morts |        | Le Boisle               | Au bord de la RD 928, devant l'église Saint-Vaast |       | 1922         | à géolocaliser | Monument aux morts« Poilu au repos – Monument aux morts à Le Boisle », sur e-monumen                |
| Monument aux morts |        | Maison-Ponthieu         | À déterminer                                      |       | À déterminer | à géolocaliser | Monument aux morts                                                                                  |
| Monument aux morts |        | Millencourt-en-Ponthieu | Dans le cimetière                                 |       | À déterminer | à géolocaliser | Monument aux morts                                                                                  |
| Monument aux morts |        | Plachy-Buyon            | À côté de l'église                                |       | À déterminer | à géolocaliser | Monument aux morts                                                                                  |
| Monument aux morts |        | Ponches-Estruval        | À côté de l'église                                |       | À déterminer | à géolocaliser | Monument aux morts                                                                                  |
| Monument aux morts |        | Vitz-sur-Authie         | À côté de l'église                                |       | À déterminer | à géolocaliser | Monument aux morts                                                                                  |

### Île-de-France

#### Essonne
| Œuvre                             | Auteur | Commune    | Localisation                                              | Notes | Installation | Coordonnées    | Illustration                      |
| --------------------------------- | ------ | ---------- | --------------------------------------------------------- | ----- | ------------ | -------------- | --------------------------------- |
| Monument aux morts de Dommerville |        | Angerville | Rue de la Plaine (RD 939), près de l'église Saint-Germain |       | À déterminer | à géolocaliser | Monument aux morts de Dommerville |

#### Seine-et-Marne
| Œuvre              | Auteur | Commune        | Localisation                                                                             | Notes | Installation | Coordonnées                      | Illustration                 |
| ------------------ | ------ | -------------- | ---------------------------------------------------------------------------------------- | ----- | ------------ | -------------------------------- | ---------------------------- |
| Monument aux morts |        | Diant          | Devant la mairie                                                                         |       | À déterminer | à géolocaliser                   | Monument aux morts           |
| Monument aux morts |        | Féricy         | Sur la place du Général-de-Gaulle                                                        |       | 1922         | 48° 27′ 31″ nord, 2° 48′ 02″ est | Monument aux morts de Féricy |
| Monument aux morts |        | Lescherolles   | Intersection de la rue notre dame (RD 60) et de la rue du Franchin, en face de la mairie |       | À déterminer | 48° 45′ 43″ nord, 3° 20′ 44″ est | Image manquante              |
| Monument aux morts |        | Nandy          | Sur la place de la mairie                                                                |       | À déterminer | à géolocaliser                   | Image manquante              |
| Monument aux morts |        | Pringy         | À déterminer                                                                             |       | À déterminer | à géolocaliser                   | Monument aux morts           |
| Monument aux morts |        | Sablonnières   | À déterminer                                                                             |       | À déterminer | à géolocaliser                   | Image manquante              |
| Monument aux morts |        | Ussy-sur-Marne | À déterminer                                                                             |       | 1923         | à géolocaliser                   | Image manquante              |

#### Val-d'Oise
| Œuvre              | Auteur | Commune | Localisation      | Notes                    | Installation | Coordonnées    | Illustration    |
| ------------------ | ------ | ------- | ----------------- | ------------------------ | ------------ | -------------- | --------------- |
| Monument aux morts |        | Éragny  | Dans le cimetière | Érigé à Mondovi en 1922. | 1968         | à géolocaliser | Image manquante |

#### Yvelines
| Œuvre              | Auteur | Commune   | Localisation                                                    | Notes | Installation | Coordonnées                      | Illustration                  |
| ------------------ | ------ | --------- | --------------------------------------------------------------- | ----- | ------------ | -------------------------------- | ----------------------------- |
| Monument aux morts |        | Bourdonné | À côté de l'église Saint-Martin                                 |       | À déterminer | à géolocaliser                   | Monument aux morts            |
| Monument aux morts |        | Cravent   | À côté de l'église de la Trinité-de-la-Vierge-et-de-la-Nativité |       | À déterminer | 48° 59′ 27″ nord, 1° 29′ 28″ est | Monument aux morts de Cravent |
| Monument aux morts |        | Sailly    | Sur le parvis de l'église Saint-Sulpice                         |       | À déterminer | à géolocaliser                   | Monument aux morts            |

### Normandie

#### Calvados
| Œuvre              | Auteur | Commune                | Localisation                                                                            | Notes | Installation | Coordonnées                        | Illustration                        |
| ------------------ | ------ | ---------------------- | --------------------------------------------------------------------------------------- | ----- | ------------ | ---------------------------------- | ----------------------------------- |
| Monument aux morts |        | Bourgeauville          | Intersection de la route de Glanville (RD 45D) et du chemin du moulin, devant la mairie |       | À déterminer | 49° 16′ 25″ nord, 0° 03′ 19″ est   | Monument aux morts de Bourgeauville |
| Monument aux morts |        | Bricqueville           | Au bord de la RD 5, près de la mairie                                                   |       | À déterminer | 49° 17′ 22″ nord, 0° 57′ 49″ ouest | Image manquante                     |
| Monument aux morts |        | Le Tourneur            | Dans le cimetière                                                                       |       | À déterminer | 48° 57′ 51″ nord, 0° 49′ 25″ ouest | Monument aux morts du Tourneur      |
| Monument aux morts |        | Ranville               | Dans le cimetière                                                                       |       | À déterminer | 49° 13′ 55″ nord, 0° 15′ 29″ ouest | Monument aux morts de Ranville      |
| Monument aux morts |        | Roullours              | Dans le cimetière, au bord de la RD 188                                                 |       | À déterminer | 48° 49′ 55″ nord, 0° 50′ 17″ ouest | Monument aux morts de Roullours     |
| Monument aux morts |        | Saint-Ouen-des-Besaces | Dans le cimetière                                                                       |       | À déterminer | à géolocaliser                     | Image manquante                     |
| Monument aux morts |        | Sassy                  | Intersection de la rue du Lavoir (RD 251) et de la rue de Mairie, en face de la mairie  |       | À déterminer | 48° 59′ 03″ nord, 0° 08′ 17″ ouest | Image manquante                     |

#### Eure
| Œuvre              | Auteur | Commune                       | Localisation                                                                   | Notes                                                  | Installation | Coordonnées                      | Illustration                      |
| ------------------ | ------ | ----------------------------- | ------------------------------------------------------------------------------ | ------------------------------------------------------ | ------------ | -------------------------------- | --------------------------------- |
| Monument aux morts |        | Chambray                      | Intersection de la grande rue (RD 836) et de la rue des marais                 |                                                        | À déterminer | 49° 04′ 26″ nord, 1° 18′ 27″ est | Image manquante                   |
| Monument aux morts |        | Chavigny-Bailleul             | Au bord de la rue de la butte du moulin (RD 556), devant l'entrée du cimetière |                                                        | À déterminer | 48° 52′ 49″ nord, 1° 12′ 06″ est | Image manquante                   |
| Monument aux morts |        | Fourmetot                     | Dans le cimetière, à côté de l'église Notre-Dame                               |                                                        | À déterminer | 49° 22′ 53″ nord, 0° 34′ 19″ est | Monument aux morts de Fourmetot   |
| Monument aux morts |        | Pont-Authou                   | Dans la cour de la mairie, rue Louise Givon (RD 130)                           |                                                        | À déterminer | 49° 14′ 32″ nord, 0° 42′ 10″ est | Monument aux morts de Pont-Authou |
| Monument aux morts |        | Quillebeuf-sur-Seine          | À côté du bac                                                                  |                                                        | À déterminer | à géolocaliser                   | Image manquante                   |
| Monument aux morts |        | Sainte-Colombe-la-Commanderie | Sur la place de la mairie, au bord de la rue de Beaumont                       | Érigé[Quand ?] devant la mairie, au bord de la RD 613. | À déterminer | à géolocaliser                   | Image manquante                   |

#### Manche
| Œuvre              | Auteur | Commune                     | Localisation                                                                                            | Notes | Installation | Coordonnées                        | Illustration                                                        |
| ------------------ | ------ | --------------------------- | --- | ----- | ------------ | ---------------------------------- | ------------------------------------------------------------------- |
| Monument aux morts |        | Argouges                    | À déterminer                                                                                            |       | À déterminer | à géolocaliser                     | Monument aux morts« Monument aux morts d'Argouges », sur Wikimanche |
| Monument aux morts |        | Étienville                  | Route de l'église, à côté de l'église Saint-Georges                                                     |       | À déterminer | 49° 22′ 34″ nord, 1° 26′ 04″ ouest | Monument aux morts d'Étienville                                     |
| Monument aux morts |        | Marcey-les-Grèves           | Sur le parking au bord de la rue des écoles (RD 31), à côté du cimetière et de l'église Saint-Pair      |       | 1921         | 48° 41′ 51″ nord, 1° 23′ 29″ ouest | Monument aux morts de Marcey-les-Grèves                             |
| Monument aux morts |        | Saint-Laurent-de-Cuves      | À l'intersection de la rue principale (RD 39) et de la rue des écoles, à côté de l'église saint Laurent |       | À déterminer | 48° 45′ 06″ nord, 1° 07′ 23″ ouest | Monument aux morts de Saint-Laurent-de-Cuves                        |
| Monument aux morts |        | Saint-Laurent-de-Terregatte | Sur la place du Calvaire                                                                                |       | À déterminer | 48° 34′ 18″ nord, 1° 15′ 31″ ouest | Monument aux morts de Saint-Laurent-de-Terregatte                   |
| Monument aux morts |        | Saint-Martin-de-Bonfossé    | Dans le cimetière                                                                                       |       | À déterminer | 49° 03′ 11″ nord, 1° 10′ 11″ ouest | Monument aux morts de Saint-Martin-de-Bonfossé                      |
| Monument aux morts |        | Saint-Martin-de-Landelles   | Rue de l'église (RD 85), à côté de l'église saint Martin                                                |       | À déterminer | 48° 32′ 46″ nord, 1° 10′ 20″ ouest | Image manquante                                                     |
| Monument aux morts |        | Saint-Sébastien-de-Raids    | Dans le cimetière                                                                                       |       | À déterminer | à géolocaliser                     | Monument aux morts                                                  |

#### Orne
| Œuvre              | Auteur | Commune                  | Localisation                                                                                             | Notes                                                        | Installation | Coordonnées                        | Illustration                                   |
| ------------------ | ------ | ------------------------ | --- | ------------------------------------------------------------ | ------------ | ---------------------------------- | ---------------------------------------------- |
| Monument aux morts |        | Crouttes                 | Au bord de la RD 703, à l'angle du haut bourg et du bas bourg                                            |                                                              | À déterminer | 48° 55′ 23″ nord, 0° 08′ 24″ est   | Image manquante                                |
| Monument aux morts |        | Joué-du-Bois             | Devant l'église                                                                                          | Les restes du premier monument subsistent derrière l'église. | À déterminer | à géolocaliser                     | Image manquante                                |
| Monument aux morts |        | Lonlay-le-Tesson         | Intersection de la RD 20 et de la RD 218                                                                 |                                                              | À déterminer | 48° 38′ 36″ nord, 0° 21′ 11″ ouest | Image manquante                                |
| Monument aux morts |        | Magny-le-Désert          | Sur la place de l'église                                                                                 |                                                              | À déterminer | 48° 34′ 13″ nord, 0° 19′ 37″ ouest | Monument aux morts de Magny-le-Désert          |
| Monument aux morts |        | Mantilly                 | Au bord du parking près de l'église Notre dame de l'assomption, le long de la RD 24                      |                                                              | À déterminer | 48° 31′ 13″ nord, 0° 48′ 07″ ouest | Image manquante                                |
| Monument aux morts |        | Rouellé                  | Au bord de la RD 217, à côté de l'église saint Pierre saint Paul et notre Dame                           |                                                              | À déterminer | 48° 36′ 03″ nord, 0° 43′ 36″ ouest | Monument aux morts de Rouellé                  |
| Monument aux morts |        | Saint-Hilaire-de-Briouze | Au bord de la RD 51, à côté de l'église Saint-Hilaire                                                    |                                                              | À déterminer | 48° 42′ 20″ nord, 0° 19′ 29″ ouest | Monument aux morts de Saint-Hilaire-de-Briouze |
| Monument aux morts |        | Verrières                | À déterminer                                                                                             |                                                              | À déterminer | à géolocaliser                     | Image manquante                                |
| Monument aux morts |        | Vitrai-sous-Laigle       | À l'intersection de la RD 358 et de la RD 667, au centre de la commune, près de la mairie et de l'église |                                                              | À déterminer | 48° 42′ 56″ nord, 0° 42′ 32″ est   | Image manquante                                |

#### Seine-Maritime
| Œuvre              | Auteur | Commune                | Localisation                                                                                         | Notes | Installation | Coordonnées                      | Illustration                                 |
| ------------------ | ------ | ---------------------- | --- | ----- | ------------ | -------------------------------- | -------------------------------------------- |
| Monument aux morts |        | Brachy                 | Intersection de la route de la vallée (RD 2), de l'allée des sapins et de la route de Luneray (RD 4) |       | 1921         | 49° 48′ 52″ nord, 0° 57′ 01″ est | Monument aux morts de Brachy                 |
| Monument aux morts |        | Quévreville-la-Poterie | À côté de la mairie                                                                                  |       | 1924         | 49° 21′ 17″ nord, 1° 11′ 24″ est | Monument aux morts de Quévreville-la-Poterie |

### Nouvelle-Aquitaine

#### Charente
| Œuvre              | Auteur | Commune               | Localisation                                                   | Notes | Installation | Coordonnées                      | Illustration                      |
| ------------------ | ------ | --------------------- | -------------------------------------------------------------- | ----- | ------------ | -------------------------------- | --------------------------------- |
| Monument aux morts |        | Genac                 | Au bord de la RD 19, devant la mairie                          |       | À déterminer | 45° 47′ 51″ nord, 0° 01′ 34″ est | Monument aux morts de Genac       |
| Monument aux morts |        | Saint-Claud           | Sur la place Sadi-Carnot, au bord de l'avenue Pasteur (RD 739) |       | À déterminer | 45° 53′ 40″ nord, 0° 27′ 56″ est | Monument aux morts de Saint-Claud |
| Monument aux morts |        | Saint-Genis-d'Hiersac | Devant la mairie                                               |       | À déterminer | à géolocaliser                   | Monument aux morts                |

#### Charente-Maritime
| Œuvre              | Auteur | Commune                      | Localisation                                      | Notes | Installation | Coordonnées                        | Illustration                     |
| ------------------ | ------ | ---------------------------- | ------------------------------------------------- | ----- | ------------ | ---------------------------------- | -------------------------------- |
| Monument aux morts |        | Aulnay                       | Rue du château, devant la mairie                  |       | À déterminer | 46° 01′ 11″ nord, 0° 20′ 47″ ouest | Monument aux morts d'Aulnay      |
| Monument aux morts |        | Barzan                       | À déterminer                                      |       | À déterminer | à géolocaliser                     | Monument aux morts               |
| Monument aux morts |        | Beauvais-sur-Matha           | À déterminer                                      |       | À déterminer | à géolocaliser                     | Image manquante                  |
| Monument aux morts |        | Chenac-sur-Gironde           | À côté de l'église                                |       | 1922         | à géolocaliser                     | Image manquante                  |
| Monument aux morts |        | La Croix-Comtesse            | À déterminer                                      |       | À déterminer | à géolocaliser                     | Monument aux morts               |
| Monument aux morts |        | Marans                       | Dans le jardin de la mairie, place Ernest-Cognacq |       | À déterminer | 46° 18′ 32″ nord, 0° 59′ 35″ ouest | Monument aux morts de Marans     |
| Monument aux morts |        | Mortiers                     | À déterminer                                      |       | À déterminer | à géolocaliser                     | Image manquante                  |
| Monument aux morts |        | Puilboreau                   | À déterminer                                      |       | À déterminer | à géolocaliser                     | Image manquante                  |
| Monument aux morts |        | Rouffignac                   | À côté de l'église Saint-Christophe               |       | À déterminer | 45° 20′ 09″ nord, 0° 27′ 02″ ouest | Monument aux morts de Rouffignac |
| Monument aux morts |        | Saint-Germain-de-Marencennes | À côté de l'église                                |       | À déterminer | à géolocaliser                     | Monument aux morts               |
| Monument aux morts |        | Saint-Germain-du-Seudre      | À déterminer                                      |       | À déterminer | à géolocaliser                     | Monument aux morts               |
| Monument aux morts |        | Varaize                      | Sur la place Saint-Germain                        |       | À déterminer | à géolocaliser                     | Image manquante                  |
| Monument aux morts |        | Villexavier                  | À côté de l'église                                |       | À déterminer | à géolocaliser                     | Monument aux morts               |

#### Corrèze
| Œuvre              | Auteur | Commune               | Localisation                                                                          | Notes | Installation | Coordonnées                      | Illustration                                |
| ------------------ | ------ | --------------------- | ------------------------------------------------------------------------------------- | ----- | ------------ | -------------------------------- | ------------------------------------------- |
| Monument aux morts |        | Auriac                | Sur la place à 35 mètres au sud-est de la mairie, de l'autre côté de la rue du Sudour |       | À déterminer | 45° 12′ 14″ nord, 2° 08′ 53″ est | Monument aux morts                          |
| Monument aux morts |        | Monceaux-sur-Dordogne | Près de l'église saint Martin                                                         |       | À déterminer | 45° 04′ 54″ nord, 1° 54′ 28″ est | Monument aux morts de Monceaux-sur-Dordogne |
| Monument aux morts |        | Saint-Jal             | Sur la place de la Mairie, devant la mairie et la poste                               |       | À déterminer | 45° 23′ 50″ nord, 1° 38′ 39″ est | Monument aux morts de Saint-Jal             |
| Monument aux morts |        | Saint-Julien-Maumont  | À côté de l'église Saint-Julien                                                       |       | À déterminer | 45° 02′ 17″ nord, 1° 42′ 19″ est | Monument aux morts de Saint-Julien-Maumont  |

#### Creuse
| Œuvre              | Auteur | Commune                      | Localisation                                                                | Notes | Installation | Coordonnées                      | Illustration                                       |
| ------------------ | ------ | ---------------------------- | --------------------------------------------------------------------------- | ----- | ------------ | -------------------------------- | -------------------------------------------------- |
| Monument aux morts |        | Dontreix                     | Sur le parking face à la mairie, de l'autre côté de la RD 91                |       | 1922         | 45° 59′ 13″ nord, 2° 33′ 32″ est | Monument aux morts de Dontreix                     |
| Monument aux morts |        | Gouzon                       | Sur la place de l'église                                                    |       | 1922         | 46° 11′ 31″ nord, 2° 14′ 20″ est | Monument aux morts de Gouzon                       |
| Monument aux morts |        | La Cellette                  | À côté de l'église Saint-Avit                                               |       | 1921         | 46° 24′ 14″ nord, 2° 00′ 54″ est | Monument aux morts de La Cellette                  |
| Monument aux morts |        | Lussat                       | Au chevet de l'église Saint-Martin                                          |       | 1922         | 46° 10′ 57″ nord, 2° 20′ 30″ est | Monument aux morts de Lussat                       |
| Monument aux morts |        | Mautes                       | Intersection de la RD 25 et de la RD 39                                     |       | À déterminer | 45° 56′ 39″ nord, 2° 23′ 06″ est | Image manquante                                    |
| Monument aux morts |        | Saint-Amand-Jartoudeix       | Dans le parc à côté de l'église Saint-Amand                                 |       | 1928         | 45° 54′ 54″ nord, 1° 39′ 26″ est | Image manquante                                    |
| Monument aux morts |        | Saint-Avit-de-Tardes         | À côté de l'église Saint-Avit                                               |       | À déterminer | 45° 55′ 03″ nord, 2° 17′ 09″ est | Monument aux morts de Saint-Avit-de-Tardes         |
| Monument aux morts |        | Saint-Chabrais               | Intersection de la rue de la Cure et de la rue du Forgeron                  |       | 1922         | 46° 07′ 55″ nord, 2° 12′ 17″ est | Monument aux morts de Saint-Chabrais               |
| Monument aux morts |        | Saint-Maurice-la-Souterraine | Intersection de la Grand rue et de la rue de la Betoulle                    |       | À déterminer | 46° 12′ 54″ nord, 1° 25′ 48″ est | Monument aux morts de Saint-Maurice-la-Souterraine |
| Monument aux morts |        | Saint-Maurice-près-Crocq     | Devant la mairie                                                            |       | À déterminer | 45° 52′ 27″ nord, 2° 19′ 34″ est | Monument aux morts de Saint-Maurice-près-Crocq     |
| Monument aux morts |        | Saint-Pardoux-d'Arnet        | Devant la mairie                                                            |       | À déterminer | à géolocaliser                   | Monument aux morts                                 |
| Monument aux morts |        | Saint-Pardoux-les-Cards      | Intersection de la RD 53 et de la route de Chénérailles, à côté de l'église |       | 1922         | 46° 04′ 56″ nord, 2° 07′ 11″ est | Monument aux morts de Saint-Pardoux-les-Cards      |
| Monument aux morts |        | Sermur                       | À côté de l'église Saint-Hilaire                                            |       | À déterminer | 45° 58′ 35″ nord, 2° 25′ 46″ est | Monument aux morts de Sermur                       |

#### Deux-Sèvres
| Œuvre              | Auteur | Commune    | Localisation                                                                                           | Notes | Installation | Coordonnées                        | Illustration                    |
| ------------------ | ------ | ---------- | --- | ----- | ------------ | ---------------------------------- | ------------------------------- |
| Monument aux morts |        | Ardilleux  | Dans le parc de la mairie, à l'intersection de la rue de la Borderie et de la rue de la Croix (RD 740) |       | À déterminer | 46° 05′ 53″ nord, 0° 02′ 38″ ouest | Image manquante                 |
| Monument aux morts |        | Clessé     | Sur la place de l'Église, au bord de la rue de la Mairie (RD 19), à côté de l'église Saint-Hilaire     |       | À déterminer | 46° 42′ 57″ nord, 0° 24′ 24″ ouest | Monument aux morts de Clessé    |
| Monument aux morts |        | Le Busseau | Rue du Maréchal de Lattre de Tassigny, à côté de la mairie                                             |       | 1922         | à géolocaliser                     | Image manquante                 |
| Monument aux morts |        | Villemain  | Intersection de la rue de la Mairie et de la route du Cimetière                                        |       | À déterminer | 46° 01′ 26″ nord, 0° 05′ 14″ ouest | Monument aux morts de Villemain |

#### Dordogne
| Œuvre               | Auteur | Commune                 | Localisation                                                                   | Notes | Installation | Coordonnées                      | Illustration                                |
| ------------------- | ------ | ----------------------- | ------------------------------------------------------------------------------ | ----- | ------------ | -------------------------------- | ------------------------------------------- |
| Monument aux morts  |        | Bussac                  | Intersection de la route des Pèlerins et de l'impasse des Hirondelles          |       | À déterminer | 45° 16′ 20″ nord, 0° 36′ 23″ est | Monument aux morts de Bussac                |
| Monument aux morts, |        | Bussière-Badil          | à environ 60 mètres de l'angle sud-ouest de l'église                           |       | À déterminer | 45° 39′ 06″ nord, 0° 36′ 15″ est | Monument aux morts de Bussière-Badil        |
| Monument aux morts  |        | Corgnac-sur-l'Isle      | Sur la place de l'Église (à l'angle sud-est de l'église)                       |       | 1921         | 45° 22′ 35″ nord, 0° 56′ 55″ est | Monument aux morts de Corgnac-sur-l'Isle    |
| Monument aux morts  |        | Couze-et-Saint-Front    | À côté de l'église                                                             |       | À déterminer | à géolocaliser                   | Image manquante                             |
| Monument aux morts  |        | Échourgnac              | Au bord de la RD 708, en face de la poste                                      |       | À déterminer | 45° 07′ 27″ nord, 0° 13′ 44″ est | Image manquante                             |
| Monument aux morts  |        | Paussac-et-Saint-Vivien | à 20 mètres au nord-est du chevet de l'église de Paussac                       |       | À déterminer | 45° 20′ 50″ nord, 0° 32′ 19″ est | Monument aux morts de Paussac               |
| Monument aux morts  |        | Saint-Méard-de-Gurçon   | Intersection de la rue de la Forge (RD 32) et de la rue de Sainte-Foy (RD 708) |       | À déterminer | 44° 54′ 30″ nord, 0° 11′ 01″ est | Monument aux morts de Saint-Méard-de-Gurçon |
| Monument aux morts  |        | Sarrazac                | Intersection de la RD 79 et de la RD 67                                        |       | 1922         | 45° 26′ 11″ nord, 1° 01′ 44″ est | Monument aux morts de Sarrazac              |
| Monument aux morts  |        | Siorac-de-Ribérac       | à 35 mètres au sud-est du chevet de l'église                                   |       | À déterminer | 45° 11′ 50″ nord, 0° 21′ 29″ est | Image manquante                             |

#### Gironde
| Œuvre                              | Auteur | Commune                 | Localisation                                                                   | Notes | Installation | Coordonnées                        | Illustration                       |
| ---------------------------------- | ------ | ----------------------- | ------------------------------------------------------------------------------ | ----- | ------------ | ---------------------------------- | ---------------------------------- |
| Monument aux morts                 |        | Bagas                   | À côté de l'église                                                             |       | À déterminer | à géolocaliser                     | Monument aux morts                 |
| Monument aux morts                 |        | Birac                   | À côté de la mairie                                                            |       | 1923         | 44° 25′ 03″ nord, 0° 08′ 14″ ouest | Monument aux morts de Birac        |
| Monument aux morts                 |        | Cantois                 | Intersection de l'impasse Mounot et de la RD 19, à l'entrée du cimetière       |       | À déterminer | 44° 41′ 37″ nord, 0° 13′ 56″ ouest | Monument aux morts de Cantois      |
| Monument aux morts                 |        | Chamadelle              | À côté de l'église                                                             |       | À déterminer | à géolocaliser                     | Monument aux morts                 |
| Monument aux morts                 |        | Escaudes                | À côté de l'église                                                             |       | À déterminer | à géolocaliser                     | Monument aux morts                 |
| Monument aux morts de Sallebruneau |        | Frontenac               | Intersection de la route de Sallebruneau (RD 123E11) et du chemin de Barbefine |       | À déterminer | à géolocaliser                     | Monument aux morts de Sallebruneau |
| Monument aux morts                 |        | Marcillac               | À côté de la mairie                                                            |       | À déterminer | à géolocaliser                     | Monument aux morts                 |
| Monument aux morts                 |        | Margueron               | Parking le long de la RD 708, devant le cimetière et l'église Saint-Martin     |       | À déterminer | 44° 45′ 43″ nord, 0° 14′ 59″ est   | Monument aux morts                 |
| Monument aux morts                 |        | Saint-Ciers-sur-Gironde | Sur la place de la Cassine, sur le rond point                                  |       | 1921         | à géolocaliser                     | Monument aux morts                 |
| Monument aux morts                 |        | Saint-Seurin-sur-l'Isle | Esplanade Charles de Gaulle                                                    |       | À déterminer | à géolocaliser                     | Monument aux morts                 |
| Monument aux morts                 |        | Sauveterre-de-Guyenne   | Devant l'église de Saint-Léger-de-Vignague                                     |       | À déterminer | à géolocaliser                     | Monument aux morts                 |
| Monument aux morts                 |        | Valeyrac                | Sur la place du 11-Novembre, entre la mairie et l'église                       |       | À déterminer | à géolocaliser                     | Monument aux morts                 |

#### Haute-Vienne
| Œuvre              | Auteur | Commune     | Localisation                                                | Notes | Installation | Coordonnées    | Illustration    |
| ------------------ | ------ | ----------- | ----------------------------------------------------------- | ----- | ------------ | -------------- | --------------- |
| Monument aux morts |        | Azat-le-Ris | Intersection de la RD 53 et de la RD 49, à côté de l'église |       | 1923         | à géolocaliser | Image manquante |

#### Landes
| Œuvre              | Auteur | Commune | Localisation       | Notes | Installation | Coordonnées    | Illustration    |
| ------------------ | ------ | ------- | ------------------ | ----- | ------------ | -------------- | --------------- |
| Monument aux morts |        | Garein  | À côté de l'église |       | À déterminer | à géolocaliser | Image manquante |

#### Lot-et-Garonne
| Œuvre              | Auteur       | Commune                  | Localisation                                                                   | Notes | Installation | Coordonnées                      | Illustration                                                                                             |
| ------------------ | ------------ | ------------------------ | ------------------------------------------------------------------------------ | ----- | ------------ | -------------------------------- | --- |
| Monument aux morts |              | Bourlens                 | À côté de l'église                                                             |       | À déterminer | à géolocaliser                   | Monument aux morts                                                                                       |
| Monument aux morts |              | Bruch                    | À déterminer                                                                   |       | À déterminer | à géolocaliser                   | Monument aux morts                                                                                       |
| Monument aux morts |              | Lagupie                  | Dans le cimetière                                                              |       | À déterminer | à géolocaliser                   | Monument aux morts« Monuments aux morts de 1914 - 1918 et 1939-1945 à Lagupie », sur À nos grands hommes |
| Monument aux morts |              | Laugnac                  | Sur la place du Foirail                                                        |       | À déterminer | à géolocaliser                   | Image manquante                                                                                          |
| Monument aux morts |              | Puch-d'Agenais           | À déterminer                                                                   |       | À déterminer | à géolocaliser                   | Monument aux morts                                                                                       |
| Monument aux morts |              | Puymirol                 | Rue royale, devant l'église                                                    |       | À déterminer | à géolocaliser                   | Monument aux morts« Monument aux morts de 1914-1918 à Puymirol », sur À nos grands hommes                |
| Monument aux morts |              | Saint-Quentin-du-Dropt   | Intersection rue de la Fontaine, rue de la Mairie et rue du Monument aux Morts |       | À déterminer | 44° 41′ 03″ nord, 0° 36′ 01″ est | Monument aux morts de Saint-Quentin-du-Dropt                                                             |
| Monument aux morts | À déterminer | Saint-Sauveur-de-Meilhan | À déterminer                                                                   |       | À déterminer | à géolocaliser                   | Monument aux morts                                                                                       |

#### Vienne
| Œuvre              | Auteur | Commune        | Localisation                                                          | Notes | Installation | Coordonnées                      | Illustration                       |
| ------------------ | ------ | -------------- | --------------------------------------------------------------------- | ----- | ------------ | -------------------------------- | ---------------------------------- |
| Monument aux morts |        | Charrais       | À côté de l'église                                                    |       | À déterminer | à géolocaliser                   | Image manquante                    |
| Monument aux morts |        | Gençay         | À déterminer                                                          |       | 1921         | à géolocaliser                   | Image manquante                    |
| Monument aux morts |        | La Roche-Posay | À côté de la mairie                                                   |       | À déterminer | à géolocaliser                   | Image manquante                    |
| Monument aux morts |        | Saint-Romain   | Intersection de la grande rue (RD 4) et de la route de Joussé (RD 28) |       | À déterminer | 46° 13′ 19″ nord, 0° 21′ 57″ est | Monument aux morts de Saint-Romain |
| Monument aux morts |        | Villemort      | À déterminer                                                          |       | À déterminer | à géolocaliser                   | Image manquante                    |

### Occitanie

#### Ariège
| Œuvre              | Auteur | Commune            | Localisation                            | Notes                | Installation | Coordonnées                      | Illustration                 |
| ------------------ | ------ | ------------------ | --------------------------------------- | -------------------- | ------------ | -------------------------------- | ---------------------------- |
| Monument aux morts |        | Arrien-en-Bethmale | À déterminer                            |                      | 1925         | à géolocaliser                   | Image manquante              |
| Monument aux morts |        | Montferrier        | À déterminer                            | Inscrit MH (2007).   | 1921         | à géolocaliser                   | Monument aux morts           |
| Monument aux morts |        | Orgibet            | Au bord de la RD 618, près de la mairie |                      | À déterminer | 42° 56′ 03″ nord, 0° 56′ 17″ est | Monument aux morts d'Orgibet |
| Monument aux morts |        | Seix               | À déterminer                            | Érigé[Où ?] en 1922. | 2005         | à géolocaliser                   | Image manquante              |

#### Aude
| Œuvre              | Auteur | Commune               | Localisation                      | Notes | Installation | Coordonnées                      | Illustration                  |
| ------------------ | ------ | --------------------- | --------------------------------- | ----- | ------------ | -------------------------------- | ----------------------------- |
| Monument aux morts |        | Bessède-de-Sault      | À déterminer                      |       | 1922         | à géolocaliser                   | Image manquante               |
| Monument aux morts |        | Gardie                | À déterminer                      |       | À déterminer | à géolocaliser                   | Image manquante               |
| Monument aux morts |        | Gruissan              | Avenue du général Azibert (RD 32) |       | À déterminer | à géolocaliser                   | Image manquante               |
| Monument aux morts |        | Hounoux               | Au bord de la RD 763              |       | À déterminer | 43° 07′ 43″ nord, 2° 00′ 02″ est | Monument aux morts de Hounoux |
| Monument aux morts |        | Labastide-d'Anjou     | Sur la place de l'église          |       | À déterminer | à géolocaliser                   | Image manquante               |
| Monument aux morts |        | Ladern-sur-Lauquet    | Avenue de la Condamine            |       | À déterminer | à géolocaliser                   | Image manquante               |
| Monument aux morts |        | Malviès               | À déterminer                      |       | À déterminer | à géolocaliser                   | Monument aux morts            |
| Monument aux morts |        | Montolieu             | Rue du 11 novembre 1918           |       | À déterminer | à géolocaliser                   | Image manquante               |
| Monument aux morts |        | Peyriac-de-Mer        | À déterminer                      |       | À déterminer | à géolocaliser                   | Image manquante               |
| Monument aux morts |        | Pieusse               | À déterminer                      |       | À déterminer | à géolocaliser                   | Image manquante               |
| Monument aux morts |        | Rivel                 | À déterminer                      |       | À déterminer | à géolocaliser                   | Image manquante               |
| Monument aux morts |        | Saint-Michel-de-Lanès | Devant la mairie                  |       | À déterminer | à géolocaliser                   | Monument aux morts            |

#### Aveyron
| Œuvre              | Auteur | Commune           | Localisation                                            | Notes | Installation | Coordonnées                      | Illustration                                                                                  |
| ------------------ | ------ | ----------------- | ------------------------------------------------------- | ----- | ------------ | -------------------------------- | --------------------------------------------------------------------------------------------- |
| Monument aux morts |        | Aubrac            | Intersection de la rue Audrain (RD 987) et de la RD 533 |       | À déterminer | à géolocaliser                   | Monument aux morts« Monument aux morts de 1914-1918 à Aubrac », sur À nos grands hommes       |
| Monument aux morts |        | Brommat           | À côté de la mairie                                     |       | À déterminer | 44° 49′ 50″ nord, 2° 41′ 03″ est | Image manquante                                                                               |
| Monument aux morts |        | Castanet          | Sur la place Jean-Boudou, au bord de la RD 613          |       | À déterminer | à géolocaliser                   | Image manquante                                                                               |
| Monument aux morts |        | Graissac          | Au bord de la RD 70                                     |       | À déterminer | à géolocaliser                   | Image manquante                                                                               |
| Monument aux morts |        | La Fouillade      | À côté de l'église de l'Assomption                      |       | À déterminer | à géolocaliser                   | Monument aux morts« Monument aux morts de 1914-1918 à La Fouillade », sur À nos grands hommes |
| Monument aux morts |        | Montsalès         | Près de l'église                                        |       | 1922         | à géolocaliser                   | Image manquante                                                                               |
| Monument aux morts |        | Sébazac-Concourès | Derrière la mairie                                      |       | 1927         | à géolocaliser                   | Monument aux morts                                                                            |
| Monument aux morts |        | Viala-du-Tarn     | À déterminer                                            |       | À déterminer | à géolocaliser                   | Image manquante                                                                               |

#### Gard
| Œuvre              | Auteur | Commune            | Localisation                               | Notes | Installation | Coordonnées    | Illustration       |
| ------------------ | ------ | ------------------ | ------------------------------------------ | ----- | ------------ | -------------- | ------------------ |
| Monument aux morts |        | Blandas            | À déterminer                               |       | 1923         | à géolocaliser | Image manquante    |
| Monument aux morts |        | Carnas             | À côté de l'église Saint-Jean-Baptiste     |       | À déterminer | à géolocaliser | Image manquante    |
| Monument aux morts |        | Chamborigaud       | À déterminer                               |       | À déterminer | à géolocaliser | Image manquante    |
| Monument aux morts |        | Connaux            | À déterminer                               |       | À déterminer | à géolocaliser | Monument aux morts |
| Monument aux morts |        | Saint-Alexandre    | À déterminer                               |       | À déterminer | à géolocaliser | Monument aux morts |
| Monument aux morts |        | Saint-Pons-la-Calm | Sur la place le Planas, à côté de l'église |       | 1922         | à géolocaliser | Image manquante    |

#### Gers
| Œuvre              | Auteur | Commune           | Localisation             | Notes | Installation | Coordonnées    | Illustration       |
| ------------------ | ------ | ----------------- | ------------------------ | ----- | ------------ | -------------- | ------------------ |
| Monument aux morts |        | Endoufielle       | À déterminer             |       | À déterminer | à géolocaliser | Image manquante    |
| Monument aux morts |        | L'Isle-de-Noé     | Rue Jean-Baptiste Belley |       | 1921         | à géolocaliser | Image manquante    |
| Monument aux morts |        | Lagraulet-du-Gers | À déterminer             |       | À déterminer | à géolocaliser | Image manquante    |
| Monument aux morts |        | Préchac           | À déterminer             |       | À déterminer | à géolocaliser | Monument aux morts |
| Monument aux morts |        | Viella            | À déterminer             |       | À déterminer | à géolocaliser | Monument aux morts |

#### Haute-Garonne
| Œuvre              | Auteur | Commune            | Localisation | Notes | Installation | Coordonnées    | Illustration       |
| ------------------ | ------ | ------------------ | ------------ | ----- | ------------ | -------------- | ------------------ |
| Monument aux morts |        | Cierp-Gaud         | À déterminer |       | À déterminer | à géolocaliser | Image manquante    |
| Monument aux morts |        | Estadens           | À déterminer |       | À déterminer | à géolocaliser | Image manquante    |
| Monument aux morts |        | Labastide-Clermont | À déterminer |       | À déterminer | à géolocaliser | Image manquante    |
| Monument aux morts |        | Saint-Laurent      | À déterminer |       | À déterminer | à géolocaliser | Monument aux morts |
| Monument aux morts |        | Valentine          | À déterminer |       | À déterminer | à géolocaliser | Monument aux morts |

#### Hautes-Pyrénées
| Œuvre              | Auteur | Commune         | Localisation                                                                                  | Notes                             | Installation | Coordonnées                        | Illustration                          |
| ------------------ | ------ | --------------- | --------------------------------------------------------------------------------------------- | --------------------------------- | ------------ | ---------------------------------- | ------------------------------------- |
| Monument aux morts |        | Bize            | À côté de l'église et de la mairie                                                            |                                   | À déterminer | 43° 02′ 33″ nord, 0° 28′ 21″ est   | Monument aux morts de Bize            |
| Monument aux morts |        | Génos           | RD 25, derrière la mairie                                                                     |                                   | À déterminer | 42° 48′ 31″ nord, 0° 24′ 07″ est   | Monument aux morts de Génos           |
| Monument aux morts |        | Guchen          | Sur la place des écoles, au bord de la RD 929                                                 |                                   | 1922         | 42° 51′ 53″ nord, 0° 20′ 19″ est   | Monument aux morts de Guchen          |
| Monument aux morts |        | Loures-Barousse | Rue du souvenir, à côté de l'église Saint-Roch                                                |                                   | 1922         | 43° 01′ 29″ nord, 0° 36′ 17″ est   | Monument aux morts de Loures-Barousse |
| Monument aux morts |        | Ossun           | Sur la place de l'église                                                                      |                                   | À déterminer | 43° 10′ 58″ nord, 0° 01′ 40″ ouest | Monument aux morts d'Ossun            |
| Monument aux morts |        | Sarniguet       | RD 53, devant la mairie                                                                       |                                   |              | 43° 19′ 04″ nord, 0° 05′ 16″ est   | Monument aux morts de Sarniguet       |
| Monument aux morts |        | Tostat          | Sur la place de l'église, au bord de la rue de Tarbes (RD 8), à côté de l'église Saint-Martin | Érigé[Quand ?] près du cimetière. | 1971         | 43° 19′ 39″ nord, 0° 05′ 53″ est   | Monument aux morts de Tostat          |

#### Hérault
| Œuvre              | Auteur | Commune                                  | Localisation                                                     | Notes | Installation | Coordonnées    | Illustration       |
| ------------------ | ------ | ---------------------------------------- | ---------------------------------------------------------------- | ----- | ------------ | -------------- | ------------------ |
| Monument aux morts |        | La Vacquerie-et-Saint-Martin-de-Castries | À déterminer                                                     |       | À déterminer | à géolocaliser | Monument aux morts |
| Monument aux morts |        | Montarnaud                               | Intersection de l'avenue d'Argellier et de la rue de la fontaine |       | À déterminer | à géolocaliser | Image manquante    |
| Monument aux morts |        | Saint-Bauzille-de-la-Sylve               | Sur la place du jeu de ballon                                    |       | 1921         | à géolocaliser | Monument aux morts |

#### Lot
| Œuvre              | Auteur | Commune    | Localisation                | Notes | Installation | Coordonnées    | Illustration       |
| ------------------ | ------ | ---------- | --------------------------- | ----- | ------------ | -------------- | ------------------ |
| Monument aux morts |        | Catus      | Boulevard Gustave Larroumet |       | 1922         | à géolocaliser | Monument aux morts |
| Monument aux morts |        | Escamps    | Sur la place du Fort        |       | À déterminer | à géolocaliser | Image manquante    |
| Monument aux morts |        | Thégra     | Devant la mairie            |       | À déterminer | à géolocaliser | Image manquante    |
| Monument aux morts |        | Valprionde | À côté de la mairie         |       | À déterminer | à géolocaliser | Image manquante    |

#### Lozère
| Œuvre              | Auteur | Commune           | Localisation        | Notes | Installation | Coordonnées    | Illustration       |
| ------------------ | ------ | ----------------- | ------------------- | ----- | ------------ | -------------- | ------------------ |
| Monument aux morts |        | Le Malzieu-Forain |                     |       | 1924         | à géolocaliser | Monument aux morts |
| Monument aux morts |        | Les Laubies       | À côté de l'église  |       | 1922         | à géolocaliser | Monument aux morts |
| Monument aux morts |        | Rimeize           | En face de l'église |       | 1922         | à géolocaliser | Image manquante    |

#### Pyrénées-Orientales
| Œuvre              | Auteur | Commune               | Localisation                                                 | Notes | Installation | Coordonnées    | Illustration    |
| ------------------ | ------ | --------------------- | ------------------------------------------------------------ | ----- | ------------ | -------------- | --------------- |
| Monument aux morts |        | Villeneuve-de-la-Raho | Intersection de la rue du souvenir et de la rue Joseph Sauvy |       | À déterminer | à géolocaliser | Image manquante |

#### Tarn
| Œuvre                                     | Auteur | Commune            | Localisation                                              | Notes | Installation | Coordonnées    | Illustration                                                                                |
| ----------------------------------------- | ------ | ------------------ | --------------------------------------------------------- | ----- | ------------ | -------------- | ------------------------------------------------------------------------------------------- |
| Monument aux morts                        |        | Aguts              | Sur la place du Souvenir, à côté de l'église Saint-Pierre |       | À déterminer | à géolocaliser | Monument aux morts                                                                          |
| Monument aux morts                        |        | Bertre             | Contre l'église saint Michel                              |       | À déterminer | à géolocaliser | Monument aux morts                                                                          |
| Monument aux morts de La Martinié         |        | Curvalle           | En face de l'église Saint Pierre                          |       | À déterminer | à géolocaliser | Image manquante                                                                             |
| Monument aux morts du Truel               |        | Curvalle           | Au bord de la RD 95                                       |       | À déterminer | à géolocaliser | Image manquante                                                                             |
| Monument aux morts de Villeneuve-sur-Tarn |        | Curvalle           | Sur la place de la mairie                                 |       | À déterminer | à géolocaliser | Image manquante                                                                             |
| Monument aux morts                        |        | Giroussens         | À côté de l'église                                        |       | À déterminer | à géolocaliser | Monument aux morts« Monument aux morts de 1914-1918 à Giroussens », sur À nos grands hommes |
| Monument aux morts                        |        | Guitalens          | À déterminer                                              |       | À déterminer | à géolocaliser | Image manquante                                                                             |
| Monument aux morts                        |        | Labastide-de-Lévis | Sur la place de l'église                                  |       | À déterminer | à géolocaliser | Monument aux morts                                                                          |

#### Tarn-et-Garonne
| Œuvre              | Auteur | Commune             | Localisation                       | Notes | Installation | Coordonnées                      | Illustration                   |
| ------------------ | ------ | ------------------- | ---------------------------------- | ----- | ------------ | -------------------------------- | ------------------------------ |
| Monument aux morts |        | Brassac             | À déterminer                       |       | À déterminer | à géolocaliser                   | Image manquante                |
| Monument aux morts |        | Castelmayran        | Au bord de la RD 12                |       | À déterminer | à géolocaliser                   | Image manquante                |
| Monument aux morts |        | Durfort-Lacapelette | Sur le champ de foire              |       | 1926         | à géolocaliser                   | Image manquante                |
| Monument aux morts |        | Gasques             | En face de la mairie               |       | À déterminer | à géolocaliser                   | Image manquante                |
| Monument aux morts |        | Gimat               | Dans le cimetière, devant l'église |       | À déterminer | à géolocaliser                   | Image manquante                |
| Monument aux morts |        | Lacour              | À déterminer                       |       | À déterminer | à géolocaliser                   | Image manquante                |
| Monument aux morts |        | Monbéqui            | Sur la place Victor-Hugo           |       | À déterminer | 43° 53′ 30″ nord, 1° 14′ 13″ est | Monument aux morts de Monbéqui |
| Monument aux morts |        | Montesquieu         | À déterminer                       |       | À déterminer | à géolocaliser                   | Image manquante                |
| Monument aux morts |        | Roquecor            | Sur la place du marché             |       | À déterminer | à géolocaliser                   | Image manquante                |

### Pays de la Loire

#### Loire-Atlantique
| Œuvre              | Auteur | Commune                  | Localisation | Notes                           | Installation | Coordonnées                        | Illustration                        |
| ------------------ | ------ | ------------------------ | --- | ------------------------------- | ------------ | ---------------------------------- | ----------------------------------- |
| Monument aux morts |        | Oudon                    | Intersection de la rue basse, de la rue de la vallée et de la rue Alphonse Fouschard (RD 323)                     |                                 | 1953         | 47° 20′ 47″ nord, 1° 17′ 11″ ouest | Monument aux morts d'Oudon          |
| Monument aux morts |        | Petit-Auverné            | Intersection de la rue Sophie Trébuchet (RD 2) et de la rue du stade (RD 29), à côté de l'église                  |                                 | À déterminer | 47° 36′ 35″ nord, 1° 17′ 25″ ouest | Image manquante                     |
| Monument aux morts |        | Saint-Joachim            | Au bord de la place Julien-Saulnier, à l'intersection de la rue du 19-Mars-1962 et de la rue Joliot-Curie (RD 50) |                                 | À déterminer | 47° 23′ 00″ nord, 2° 12′ 04″ ouest | Monument aux morts de Saint-Joachim |
| Monument aux morts |        | Saint-Vincent-des-Landes | À déterminer |                                 | À déterminer | à géolocaliser                     | Image manquante                     |
| Monument aux morts |        | Sucé-sur-Erdre           | Près de l'église                                                                                                  | Érigé[Quand ?] contre l'église. | À déterminer | à géolocaliser                     | Image manquante                     |
| Monument aux morts |        | Vigneux-de-Bretagne      | Dans le cimetière                                                                                                 |                                 | 1922         | à géolocaliser                     | Image manquante                     |

#### Maine-et-Loire
| Œuvre              | Auteur | Commune       | Localisation                                                                                  | Notes                | Installation | Coordonnées    | Illustration    |
| ------------------ | ------ | ------------- | --------------------------------------------------------------------------------------------- | -------------------- | ------------ | -------------- | --------------- |
| Monument aux morts |        | Corné         | Sur un parking, entre la rue des moulins et la rue de Bellevue, près de l'église saint Blaise |                      | 1921         | à géolocaliser | Image manquante |
| Monument aux morts |        | Cuon          | Sur la place de l'église                                                                      |                      | 1923         | à géolocaliser | Image manquante |
| Monument aux morts |        | La Tessoualle | À l'intersection de la rue de la Vendée et la rue Saint-Joseph, devant la bibliothèque        | Érigé[Où ?] en 1921. | À déterminer | à géolocaliser | Image manquante |

#### Mayenne
| Œuvre              | Auteur | Commune  | Localisation | Notes | Installation | Coordonnées                        | Illustration                   |
| ------------------ | ------ | -------- | --- | ----- | ------------ | ---------------------------------- | ------------------------------ |
| Monument aux morts |        | Bazouges | Avenue de la division Leclerc                                                                                             |       | À déterminer | 47° 50′ 06″ nord, 0° 43′ 09″ ouest | Image manquante                |
| Monument aux morts |        | Montenay | Intersection de la rue d'Ernée (RD 289) et de la rue de l'Ancienne Mairie, contre l'église Saint-Gervais-et-Saint-Protais |       | À déterminer | 48° 17′ 17″ nord, 0° 53′ 40″ ouest | Monument aux morts de Montenay |

#### Sarthe
| Œuvre               | Auteur | Commune                | Localisation                                                                   | Notes | Installation | Coordonnées                      | Illustration                            |
| ------------------- | ------ | ---------------------- | ------------------------------------------------------------------------------ | ----- | ------------ | -------------------------------- | --------------------------------------- |
| Monument aux morts  |        | Champfleur             | Au bord de la rue de l'église (RD 55), devant l'église Saint-Martin            |       | À déterminer | 48° 23′ 11″ nord, 0° 07′ 33″ est | Monument aux morts de Champfleur        |
| Monument aux morts  |        | Flée                   | Rue de la forge (RD 61)                                                        |       | À déterminer | 47° 44′ 01″ nord, 0° 27′ 09″ est | Image manquante                         |
| Monument aux morts  |        | La Chartre-sur-le-Loir | Dans le cimetière                                                              |       | À déterminer | à géolocaliser                   | Image manquante                         |
| Monument aux morts  |        | Saint-Corneille        | Au bord de la grande rue (RD 20), devant la poste                              |       | À déterminer | 48° 03′ 59″ nord, 0° 20′ 39″ est | Image manquante                         |
| Monument aux morts, |        | Sceaux-sur-Huisne      | Sur la place de l'Église, derrière la mairie, à côté de l'église Saint-Germain |       | À déterminer | 48° 06′ 18″ nord, 0° 34′ 59″ est | Monument aux morts de Sceaux-sur-Huisne |

#### Vendée
| Œuvre              | Auteur | Commune            | Localisation                                                 | Notes | Installation | Coordonnées                        | Illustration                             |
| ------------------ | ------ | ------------------ | ------------------------------------------------------------ | ----- | ------------ | ---------------------------------- | ---------------------------------------- |
| Monument aux morts |        | L'Île-d'Elle       | Intersection de la rue de la mairie et de la rue l'église    |       | À déterminer | 46° 19′ 47″ nord, 0° 56′ 48″ ouest | Monument aux morts de L'Île-d'Elle       |
| Monument aux morts |        | La Tranche-sur-Mer | Sur la place de la Liberté, à côté de l'église Saint-Nicolas |       | À déterminer | 46° 20′ 35″ nord, 1° 26′ 18″ ouest | Monument aux morts de La Tranche-sur-Mer |

### Provence-Alpes-Côte d'Azur

#### Alpes-de-Haute-Provence
| Œuvre              | Auteur | Commune                  | Localisation                         | Notes | Installation | Coordonnées                      | Illustration                       |
| ------------------ | ------ | ------------------------ | ------------------------------------ | ----- | ------------ | -------------------------------- | ---------------------------------- |
| Monument aux morts |        | Braux                    | À déterminer                         |       | 1923         | à géolocaliser                   | Image manquante                    |
| Monument aux morts |        | La Brillanne             | Sur la place Sainte-Agathe           |       | À déterminer | 43° 55′ 41″ nord, 5° 53′ 27″ est | Monument aux morts de La Brillanne |
| Monument aux morts |        | Mane                     | À déterminer                         |       | À déterminer | à géolocaliser                   | Monument aux morts                 |
| Monument aux morts |        | Quinson                  | Devant la mairie, place de la mairie |       | À déterminer | 43° 42′ 00″ nord, 6° 02′ 18″ est | Monument aux morts de Quinson      |
| Monument aux morts |        | Saint-Vincent-sur-Jabron | À déterminer                         |       | À déterminer | à géolocaliser                   | Monument aux morts                 |
| Monument aux morts |        | Simiane-la-Rotonde       | À déterminer                         |       | À déterminer | à géolocaliser                   | Image manquante                    |

#### Alpes-Maritimes
| Œuvre              | Auteur | Commune     | Localisation | Notes | Installation | Coordonnées    | Illustration    |
| ------------------ | ------ | ----------- | ------------ | ----- | ------------ | -------------- | --------------- |
| Monument aux morts |        | Briançonnet | À déterminer |       | À déterminer | à géolocaliser | Image manquante |

#### Bouches-du-Rhône
| Œuvre              | Auteur | Commune         | Localisation      | Notes | Installation | Coordonnées    | Illustration    |
| ------------------ | ------ | --------------- | ----------------- | ----- | ------------ | -------------- | --------------- |
| Monument aux morts |        | La Bouilladisse | Dans le cimetière |       | À déterminer | à géolocaliser | Image manquante |

#### Hautes-Alpes
| Œuvre              | Auteur | Commune   | Localisation                                                                             | Notes | Installation | Coordonnées                      | Illustration    |
| ------------------ | ------ | --------- | ---------------------------------------------------------------------------------------- | ----- | ------------ | -------------------------------- | --------------- |
| Monument aux morts |        | Vallouise | Intersection de la route Dessus Ville (RD 504) et du chemin du Moulin, près de la mairie |       | À déterminer | 44° 50′ 48″ nord, 6° 29′ 18″ est | Image manquante |

#### Var
| Œuvre              | Auteur | Commune   | Localisation                                                                                      | Notes | Installation | Coordonnées                      | Illustration                    |
| ------------------ | ------ | --------- | ------------------------------------------------------------------------------------------------- | ----- | ------------ | -------------------------------- | ------------------------------- |
| Monument aux morts |        | Bras      | Intersection de la RD 34 et de la RD 28 (rue Jean Jaurès et route de Brignoles), devant la mairie |       | À déterminer | 43° 28′ 15″ nord, 5° 57′ 25″ est | Monument aux morts              |
| Monument aux morts |        | Pourcieux | Sur la place de la Paix                                                                           |       | À déterminer | 43° 28′ 09″ nord, 5° 47′ 10″ est | Monument aux morts de Pourcieux |
| Monument aux morts |        | Salernes  | Sur la place Georges-Clemenceau                                                                   |       | 1921         | à géolocaliser                   | Image manquante                 |

#### Vaucluse
| Œuvre              | Auteur | Commune             | Localisation        | Notes | Installation | Coordonnées    | Illustration       |
| ------------------ | ------ | ------------------- | ------------------- | ----- | ------------ | -------------- | ------------------ |
| Monument aux morts |        | Beaumont-de-Pertuis | À côté de la mairie |       | 1923         | à géolocaliser | Monument aux morts |
| Monument aux morts |        | Viens               | À déterminer        |       | À déterminer | à géolocaliser | Monument aux morts |

### Monuments sur lesquels la statue a aujourd'hui disparu
| Œuvre              | Auteur | Département    | Commune                    | Localisation                    | Notes                                                                                                  | Installation | Coordonnées    | Illustration                                                                                |
| ------------------ | ------ | -------------- | -------------------------- | ------------------------------- | --- | ------------ | -------------- | ------------------------------------------------------------------------------------------- |
| Monument aux morts |        | Loiret         | Saint-Hilaire-les-Andrésis | Près de l'église Saint-Hilaire  | Détériorée par les intempéries, la statue est retirée et remisée dans la cave de la mairie en 1997.    | 1921         | à géolocaliser | Monument aux morts                                                                          |
| Monument aux morts |        | Saône-et-Loire | Pierreclos                 | À côté de l'église Saint-Martin | La statue détériorée est retirée et détruite en 1946. Elle est remplacée par un obélisque en calcaire. | 1921         | à géolocaliser | Monument aux morts« Monument aux morts de 1914-1918 à Pierreclos », sur À nos grands hommes |

## Œuvres associées

### Poilu baïonnette au canon
Étienne Camus réalise une variante, le Poilu baïonnette au canon (d), également éditée par la fonderie Jacomet. Le poilu tient le canon de son fusil avec ses mains. Sa main gauche recouvre partiellement sa main droite. Le fusil est légèrement incliné du pied droit du poilu vers son épaule gauche. Moins répandue, elle est néanmoins présente à plus d'une centaine d'exemplaires.

### Aumônier assistant un soldat mourant
Ce bas-relief représente un aumônier qui assiste un poilu mourant. Il en existe plus d'une centaine d'exemplaires en France, utilisé sur le monument aux morts à l'intérieur de l'église[à vérifier].
Le poilu, debout à gauche du registre central est une réplique à taille réduite du Poilu au repos, à la différence que celui-ci tourne la tête vers sa gauche pour regarder Vercingétorix.

## Statues ressemblant auPoilu au repos
La statue de poilu intitulée Pour que vive la liberté, réalisée par Louis Bresson, présente sur le monument aux morts de Ribes, est très semblable au Poilu au repos et semble en être inspirée.
La statue de poilu sur le monument aux morts de Buire-le-Sec présente une forte ressemblance avec le Poilu au repos.